# Saison 2013-2014 de l'Union sportive dacquoise
Vous lisez un « bon article » labellisé en 2016.
La saison 2013-2014 de l'Union sportive dacquoise est la dixième saison du club landais en seconde division du championnat de France, la cinquième consécutive depuis son retour au sein de l'antichambre de l'élite du rugby à XV français. Cette saison est la seconde consécutive à lutter pour le maintien en division professionnelle.
L'équipe évolue cette saison de Pro D2 sous les directives d'un nouveau tandem d'entraîneurs, Jérôme Daret et Richard Dourthe, déjà présents pour la fin de l'exercice précédent, ainsi que sous la supervision d'un nouveau président. Elle réalise une première partie de saison en phase avec les objectifs de maintien, en s'installant à terme autour de la 10e place. La seconde moitié voit le club enchaîner les contre-performances et glisser vers le bas du classement. Grâce à ses bons résultats acquis avant cette série de matchs, l'USD ne tombe jamais dans la zone des relégables et obtient définitivement son maintien lors de l’avant-dernière journée.

## Avant-saison

### Objectifs du club
Lors de l'exercice précédent, les « rouge et blanc » passent près de la relégation en Fédérale 1 alors qu'ils avaient disputé les phases finales de Pro D2 la saison précédente, un an après avoir lutté pour le maintien jusqu'à la dernière journée. Après ce parcours en dents de scie, le mot d'ordre est en opposition avec la logique de répétition qui enverrait l'US Dax en demi finale ; l'objectif est logiquement le maintien, tout en améliorant les performances passées, afin de conserver à long terme la place du club en division professionnelle, tout en cherchant à oublier ce dernier échec,,,.

### Transferts estivaux
Sous la houlette d'un nouveau président en la personne d'Alain Pecastaing en remplacement de Gilbert Ponteins, la politique du club veut rassembler le public autour de ses joueurs, comme le prouve l'une des lignes directrices de recrutement cherchant à redonner une identité locale à l'équipe, avec entre autres la confiance accordée aux jeunes (comme en témoignent les prolongations d'Anthony Coletta, Timothée Lafon et Étienne Quiniou ainsi que le passage au statut d'espoir de Yoann Laousse Azpiazu) par le directeur du centre de formation désormais sous la double casquette d’entraîneur d'équipe première, ainsi que la signature d'anciens comme Renaud Boyoud et Olivier August :

« Nous souhaitons dacquoïser l’USD pour l’avenir, que les clubs autour aient envie de venir voir jouer les jeunes du territoire. »

— Richard Dourthe, le 13 mai 2014

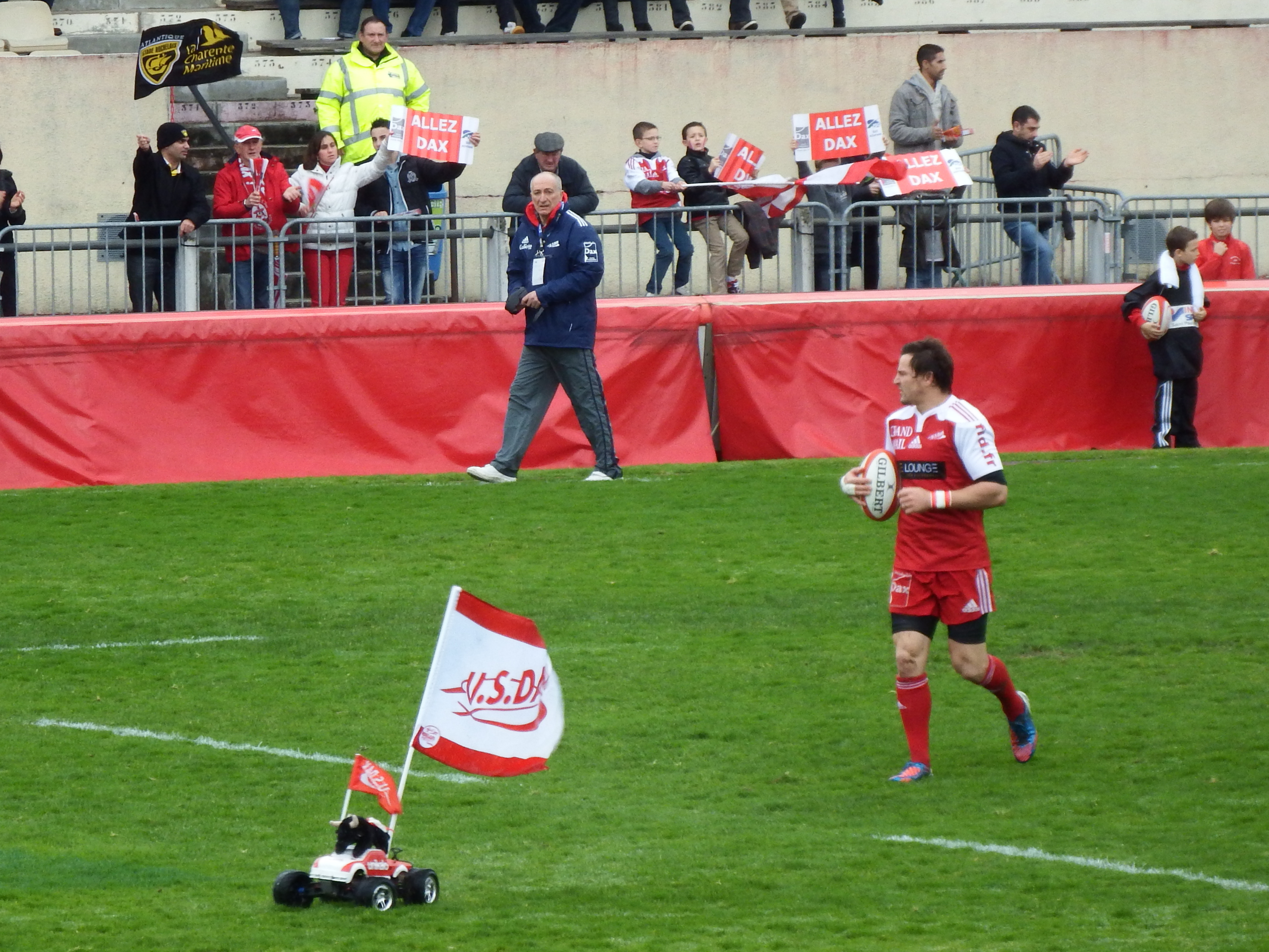
L'ouvreur Jacques-Louis Potgieter, l'une des recrues phares de l'intersaison, ici lors de son dernier match de la saison.

Avec un budget prévisionnel largement à la baisse, chutant de 5,4 millions à 3,6 millions d'euros lors des recrutements, plusieurs joueurs phares du club sont contraints de le quitter faute d'un accord. Les supporteurs voient ainsi les départs de Cédric Béal, qui trouve pourtant peu après un point de chute dans l'élite avec le FC Grenoble; Matthieu Lièvremont et Laurent Diaz qui partent en Fédérale 3 au sein de l'agglomération dacquoise, chez le Saint-Paul sports, ou encore le transfert de Sylvain Mirande vers le Stade montois. À l'inverse, certaines des recrues ont revu leurs prétentions à la baisse en rejoignant les rangs de l'USD, comme les deux ex-Bayonnais barrés par la concurrence Jacques-Louis Potgieter et Renaud Boyoud qui remontent ainsi le cours de l'Adour sur quelques kilomètres, évitant de quitter la région tout en retrouvant du temps de jeu potentiel. Le capitaine Jacques Naude et le pilier Victor Damian Arias sont également reconduits pour le nouvel exercice.
Le centre de formation de l'US Dax connaît trois mouvements cette intersaison : il enregistre l'arrivée de deux nouveaux stagiaires, le talonneur Quentin Lespiaucq-Brettes et le deuxième ligne Cyril Cazeaux, déjà joueurs au sein des équipes junior dacquoises. Il se sépare dans le même temps de Sullivan Guyon qui rejoint le club voisin du SA Hagetmau.
Le staff tente après deux ans de suivi le pari d'engager la star fidjienne de rugby à sept Joji Raqamate pour redonner du rythme aux lignes arrières à la condition que l'acclimatation au rugby à XV professionnel se fasse, ; il évolue également auparavant avec le club de la province de Namosi dans le cadre de la Digicel Cup. Il est un temps envisagé qu'il croise un autre joueur récurrent des IRB Sevens World Series, l'Américain Carlin Isles, pressenti pour signer un contrat avec le champion d'Europe en titre, le RC Toulon, et être prêté dans la foulée en deuxième division au club dacquois. Les ailes sont finalement renforcées par l'Australien ex-international à sept Clinton Sills en provenance du championnat espagnol. Ils sont accompagnés dans les lignes arrières par les centres Marius Delport, Sud-Africain approché sur les conseils de son compatriote Potgieter, et Fabrice Tao, Néo-Calédonien repéré en Fédérale 1. Outre celles de Renaud Boyoud et d'Olivier August, la mêlée enregistre également les arrivées du jeune pilier Yassin Boutemane depuis l'Union Bordeaux Bègles, du deuxième ligne Jérémy Dumont, découvert en division amateur par le bouche-à-oreille, et du troisième ligne Arthur Chollon en recherche de temps de jeu après s'être aguerri aux joutes du Top 14 au sein du Stade français Paris. Le groupe d'avants est confié à l'expérience du demi de mêlée du FC Auch Anthony Salle-Canne. L'effectif présente ainsi finalement onze nouveaux joueurs.
Du côté des départs, seul Cédric Béal fait ses valises vers un club du Top 14. Outre le transfert de Sylvain Mirande vers le Stade montois, l'effectif dacquois enregistre également des mouvements vers d'autres clubs de Pro D2, en la personne de Tariel Ratianidze au SU Agen et de Claude Dry vers la Section paloise. Plusieurs joueurs rejoignent les divisions amateurs à l'instar de Matthieu Lièvremont et Laurent Diaz : Jean-Matthieu Alcalde, Étienne Delangle et Florent Gibouin choisissent de retourner vers leurs clubs formateurs, respectivement le ROC La Voulte-Valence, le RC Vannes et le Soyaux Angoulême XV, Mathieu Gouagout accompagne Jean-Matthieu Alcalde, le joker médical Matthew Farmer signe chez l'US Bergerac et Mark Ireland intègre les rangs du RCB Arcachon. Tandis que l'Australien Matt Henjak est libéré, l'Allemand Clemens von Grumbkow rallie son précédent club du Cavalieri Prato en Italie, quitté un an plus tôt, pendant que l'Argentin Juan Pablo Socino regagne le club des Titans de Rotherham en Championnat d'Angleterre de 2e division. L'espoir Rémi Vignau retourne lui vers le rugby à XIII, qu'il avait quitté en signant au sein de l'USD, et s'engage alors avec le Saint-Estève XIII catalan, équipe réserve des Dragons catalans.

### Préparation de la saison

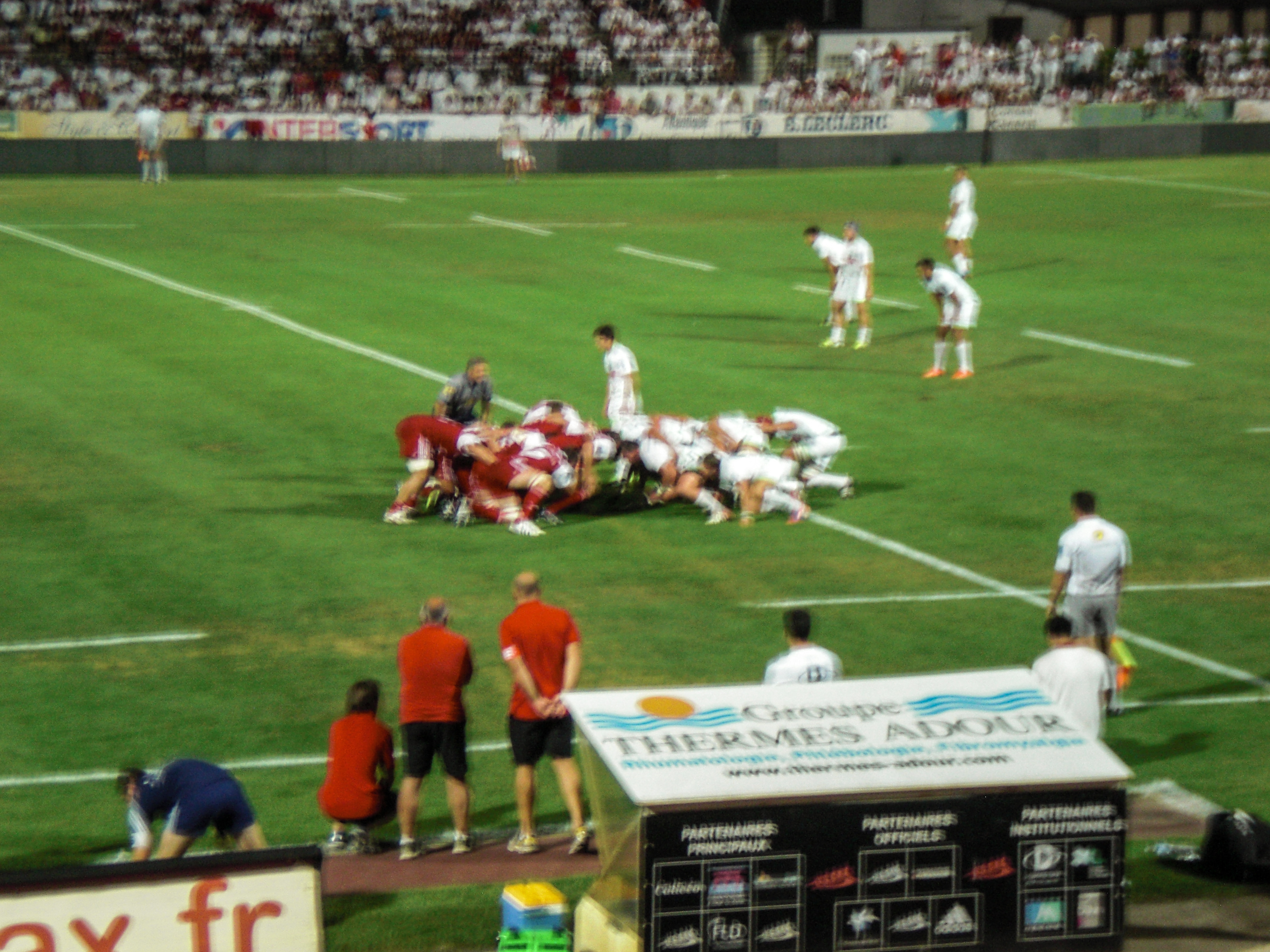
Le traditionnel match amical joué pendant les fêtes de Dax se joue cette année contre le Section paloise.

Le club reprend l'entraînement le 17 juin sous la direction d'un nouveau manager sportif en la personne de Richard Dourthe, travaillant avec l'ancien entraîneur par intérim Jérôme Daret. Le staff délocalise entre autres l'un de ses entraînements sur les plages landaises de Moliets-et-Maa pour une séance aménagée de beach rugby. L'ensemble de l'effectif est présenté le 29 juillet aux abonnés.
En marge de la préparation physique, le club dispute trois matchs amicaux pendant le mois d'août. Le premier contre une sélection Provale de joueurs sans clubs et de jeunes du SC Albi pour le centenaire du rugby à Lesperon, le second contre le Stade montois organisé autour du contrat signé par l'association Rugby Landes entrepreneurs,, et le dernier contre la Section paloise pour le traditionnel match de la feria. Le bilan semble positif, avec deux victoires contre Provale (54-5) et contre le Stade montois (15-14) pour une défaite contre la Section paloise sur le score de 18-19.
Le calendrier de la saison 2013-2014 de Pro D2 est dévoilé par la Ligue nationale de rugby le 6 juillet. L'US Dax commence ainsi le championnat contre le Colomiers rugby au stade Maurice-Boyau ; le derby landais contre le Stade montois se joue lors de la dernière journée des phases aller et retour, à Dax pour les fêtes de Noël puis à Mont-de-Marsan en guise de clôture de la saison.

## Saison régulière

### Championnat

#### Un début mitigé - Journées 1 à 4

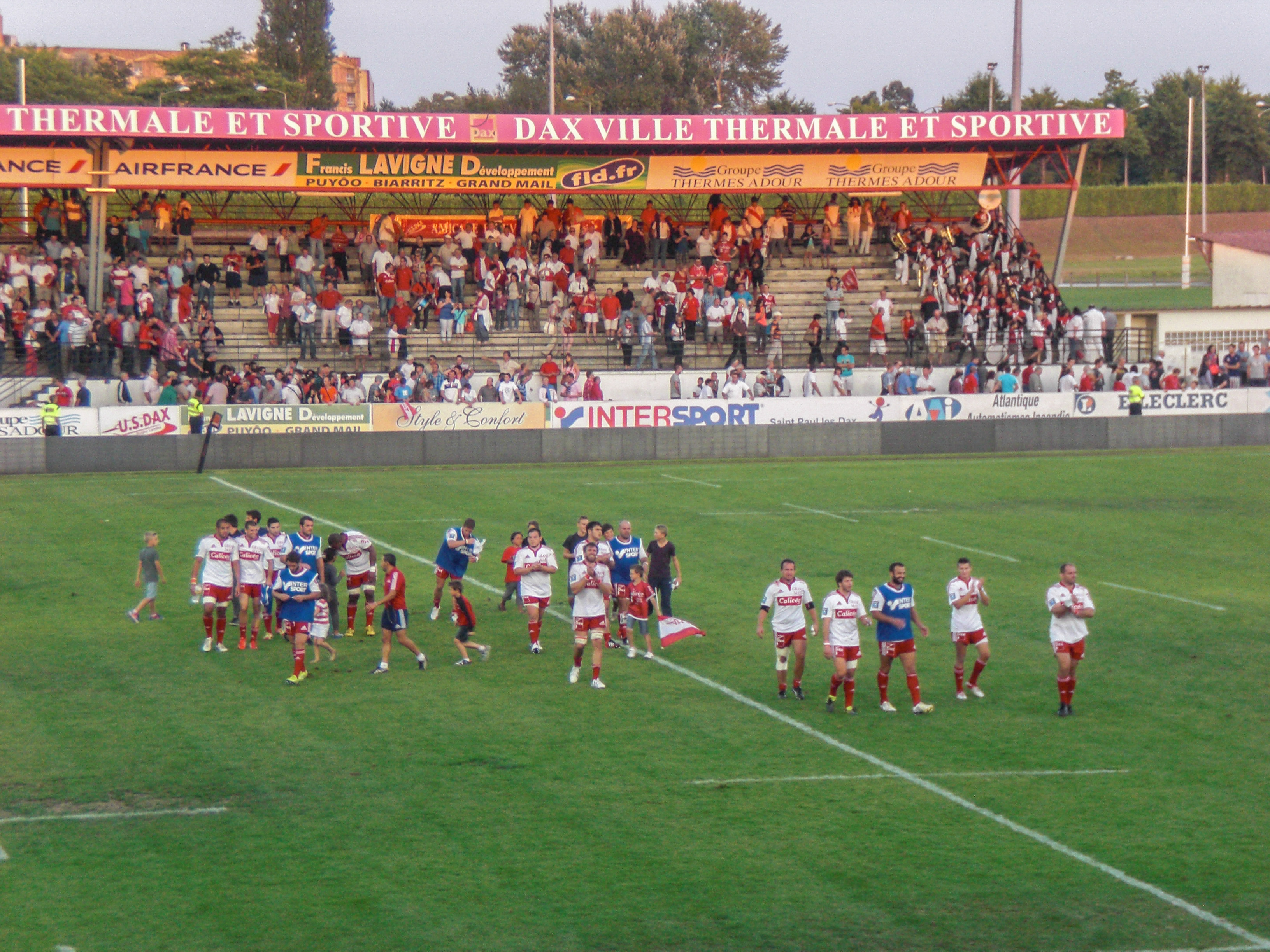
L'US Dax commence le championnat avec une victoire à domicile contre Colomiers.

Avant même l'entame de la saison, les esprits restent hantés par les spectres de l'exercice précédent, entaché d'un départ de cinq défaites, dont une à domicile contre le Colomiers rugby, adversaire de cette première journée. La confrontation se résume à une course derrière le score par coups de pied successifs et de rudes échanges entre les protagonistes, pour une victoire finale des locaux 18 à 15. Plus qu'une victoire comptable, ce premier succès permet aux Dacquois d'éloigner les souvenirs de la dernière saison,.
L'équipe enchaîne avec deux déplacements chez le Stade aurillacois et le Stade rochelais, qui se soldent par deux défaites sans bonus défensif. Accrocheurs au tableau de score à la mi-temps, les défaites se dessinent plus visiblement en seconde partie de match. Sur le premier match, ils sont surclassés par les Aurillacois qui inscrivent trois essais pour mettre la main sur le match achevé sur le score de 33 à 12,. Pourtant, malgré un bilan comptable nul et une place de relégable à l'issue de la troisième journée, la sérénité règne chez les hommes de Richard Dourthe et Jérôme Daret : en se présentant sans pression devant leurs adversaires jouant le haut du tableau, les joueurs ont ainsi pu présenter un visage séduisant, en particulier au niveau de la mêlée et de l'état d'esprit sur le terrain, mettant notamment à mal les avants maritimes ; ces derniers distancent leurs visiteurs du jour par l'intermédiaire du jeu au pied pour l'emporter 23 à 10,.
Au retour de ce bloc en déplacement, les Landais disposent de l'AS Béziers et offrent à leur public trois essais de trois-quarts, rares lors de la saison précédente et absents depuis le début du championnat, dont le premier est inscrit par la recrue Joji Raqamate qui dispute alors sa première rencontre professionnelle de rugby à XV après une carrière à sept. Alors que le score est de 27 à 13 à la mi-temps, plus aucun point n'est inscrit pendant la seconde période ; cette victoire permet au club de sortir de la zone de relégation, dans laquelle il était entré après la 3e journée du championnat,.

#### Résultats décevants - Journées 5 à 10

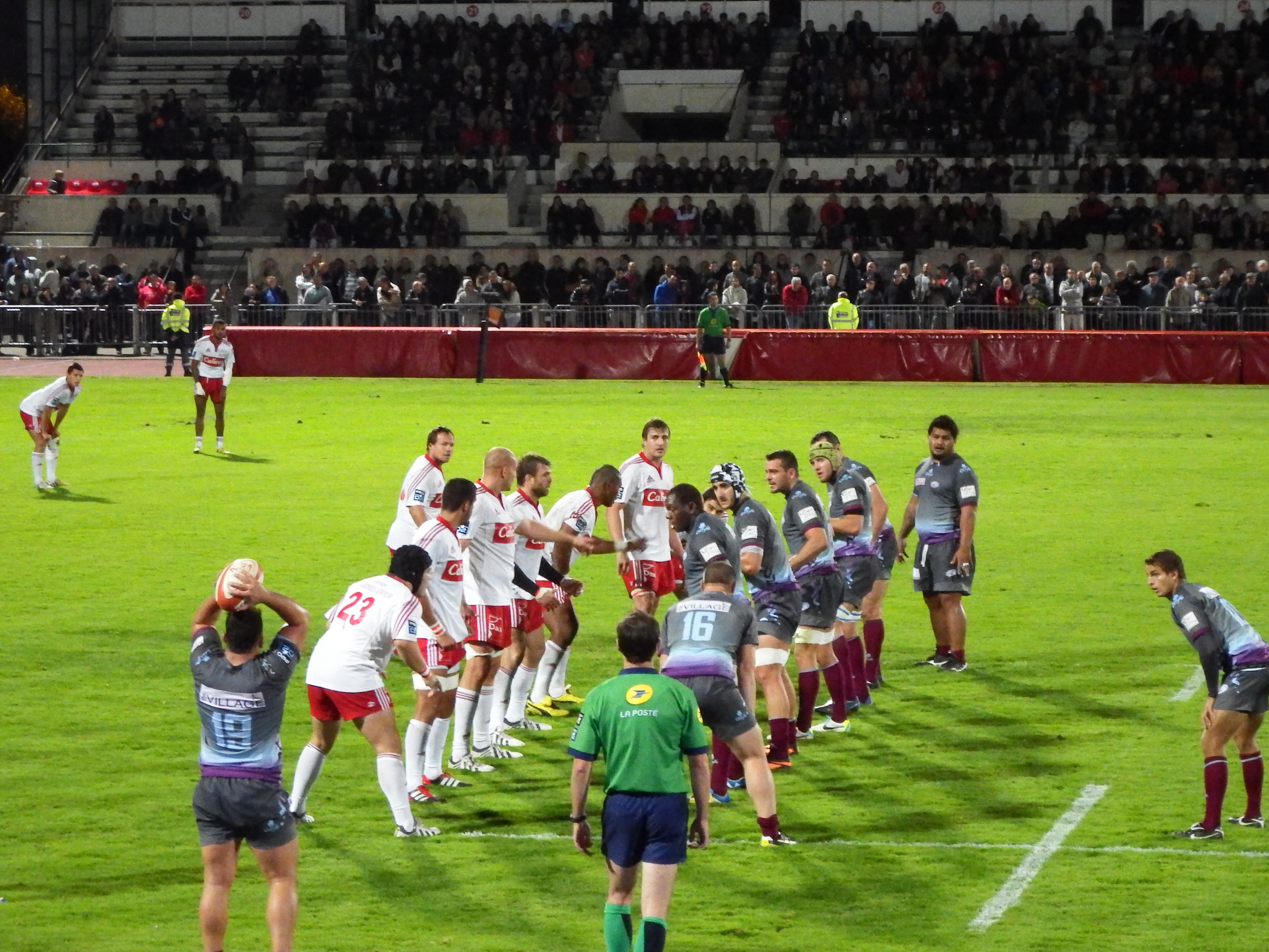
Deux faux-pas au stade Maurice-Boyau en l'espace d'une semaine : le premier, un nul concédé pour la venue de Bourgoin-Jallieu.

Le premier bloc de matchs de la saison se termine sur une déception : Dax ne ramène de chez le promu, l'US bressane, ni point comptable au classement, ni satisfaction sur le terrain, en s'inclinant 29 à 11 sur le terrain d'un adversaire direct pour le maintien, essentiellement en fin de confrontation,.
Pour la reprise du second bloc du championnat, les « rouge et blanc » disputent deux matchs à domicile contre des concurrents directs pour le maintien et entrevoient une occasion de se rassurer. Ils débutent en concédant un match nul 25 à 25 devant leur public face au CS Bourgoin-Jallieu arraché grâce à une pénalité marquée dans les dernières minutes, au terme d'un match imprécis,. En plus de la déception du résultat, le bilan est terni par la blessure de Marius Delport, sorti sur une grave fracture de la jambe. Face à cette indisponibilité longue durée, l'idée d'engager un joker médical au poste de centre est évoquée,.
La semaine suivante, le RC Narbonne vient s'imposer sur le score de 18 à 20 à Maurice-Boyau et brise ainsi l'invincibilité à domicile des locaux, mettant un terme à l'objectif fixé par les dirigeants,. En plus de ce faux-pas devant son public, l'effectif dacquois perd son capitaine Jacques Naude, blessé à l'épaule pendant la confrontation.
Après trois résultats décevants face aux deux promus rhônalpins et le club audois dont deux au stade Maurice-Boyau, le club dacquois, annoncé dès le début « en reconstruction » par ses entraîneurs et son président, siège à la 14e place, première non relégable. À l'aube du quart de la saison, les prestations de l'US Dax confirment que cette saison encore, le club luttera pour le maintien en Pro D2. Lors de la sortie chez le voisin béarnais, les Landais surprennent la Section paloise alors candidate aux demi-finales. Peu inspirés en première mi-temps, les Palois inscrivent deux essais en seconde moitié de rencontre pour reprendre l'avantage ; leurs adversaires Dacquois les quittent sur une courte défaite 21 à 15 mais accrochent le bonus défensif, rassurant d'un point de vue comptable après les récentes déconvenues, malgré les regrets d'une fin de match non maîtrisée,.
Avec un effectif composé pour la seconde fois d'une part non négligeable de joueurs formés au club, les « rouge et blanc » confirment les espoirs entrevus lors du match précédent et remportent la confrontation à domicile contre le SC Albi sur le score de 22 à 8, durant laquelle le pack dacquois dispute un combat efficace malgré une pluie intense et ininterrompue,.
Malgré les ambitions affichées d'un premier succès à l'extérieur, un seul point sera pris sur le terrain de l'US Carcassonne alors relégable à l'entame de la rencontre, après une défaite 18 à 16 clôturant un match marqué par une grande indiscipline de la part des deux équipes,. L'USD se tient à la 12e place du championnat à la pause automnale, et confirme son objectif d'acquisition du maintien dès que possible.

#### Vers une stabilisation au classement - Journées 11 à 18

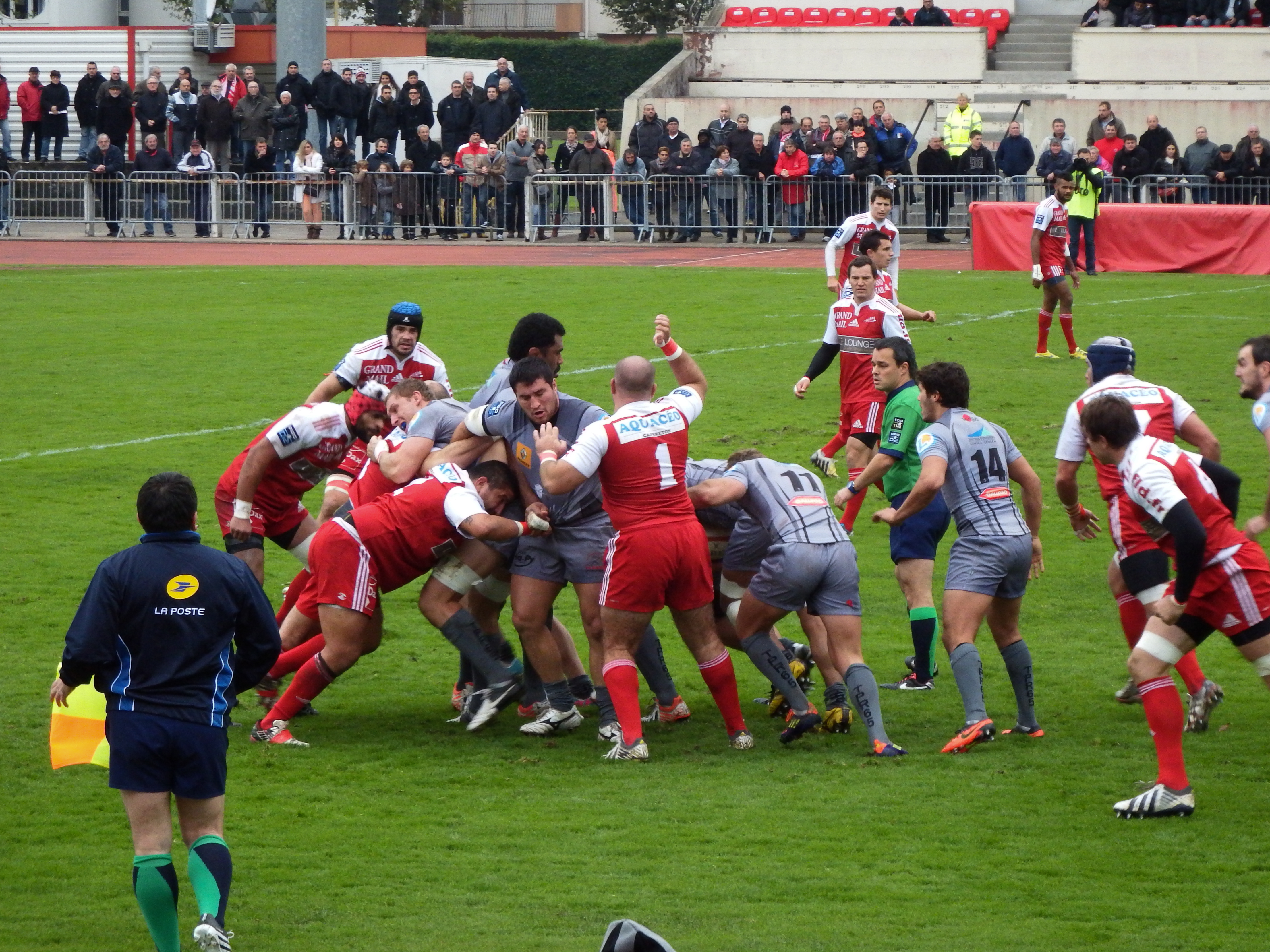
Les Dacquois prennent de l'avance au classement grâce à leur victoire à domicile contre Tarbes.

Au retour au championnat après une trêve internationale, l'US Dax s'offre une avance de six points sur la zone rouge en s'imposant 26 à 15 sur son terrain devant le Tarbes PR au terme d'un match rugueux et interrompu par de nombreuses expulsions, alors que la majorité de ses concurrents au maintien réalisent de mauvaises opérations,.
Lors du déplacement chez le leader du championnat, le Lyon OU, les « rouge et blanc » encaissent cinq essais qui conduisent à une défaite logique 31 à 8,.
Une semaine plus tard, les Dacquois enchaînent avec la réception du SU Agen, dauphin du précédent adversaire, qui sort d'une victoire chez le Stade rochelais, un de leurs concurrents à la course aux demi-finales. L'effectif lot-et-garonnais, remanié après sa récente victoire et en prévision de la réception des Lyonnais, se laisse dépasser par le rythme imposé par les locaux et leur mêlée. Malgré la rentrée des cadres agenais pour la seconde période, la défense dacquoise contient les assauts des adversaires afin de conserver un précieux succès sur le score final de 23 à 18,.
À la suite de cette victoire, le déplacement chez la lanterne rouge auscitaine est marqué comme objectif en espérant un premier résultat à l'extérieur, après 28 déplacements consécutifs sans succès. Malgré tout, après avoir été menés de dix points à l'heure de jeu, les locaux remontent au score, le FC Auch et l'US Dax se séparent ainsi sur un match nul 16 à 16 qui n'arrange aucune des équipes. Ces derniers espéraient en effet se donner de l'air et faire le plein de confiance avant le derby landais,.
Cette dernière journée de la phase aller marque le retour d'une confrontation landaise en championnat professionnel après une saison de disette due au séjour du Stade montois d'une saison en Top 14. Stérile de tout essai, le tableau des scores n'a évolué que par l'intermédiaire des coups de pied arrêtés et des drops des buteurs landais. Au fil de la rencontre, aucune des formations ne prend l'ascendant sur son adversaire malgré l'engagement démontré. Une pénalité convertie à la 79e minute permet au club dacquois de prendre une avance de trois points à quelques secondes de la sirène, avance contestée par une ultime pénalité tentée dans le temps additionnel par les joueurs du Stade montois : la cible manquée, les Dacquois évitent le match nul et remportent le derby sur un court écart de 18 à 15,. À l'issue d'une demi-saison en dents de scie, ils se replacent ainsi au 10e rang du classement pour la trêve hivernale, à égalité avec leur adversaire du jour, mais ne comptent toujours pas de succès à l'extérieur.

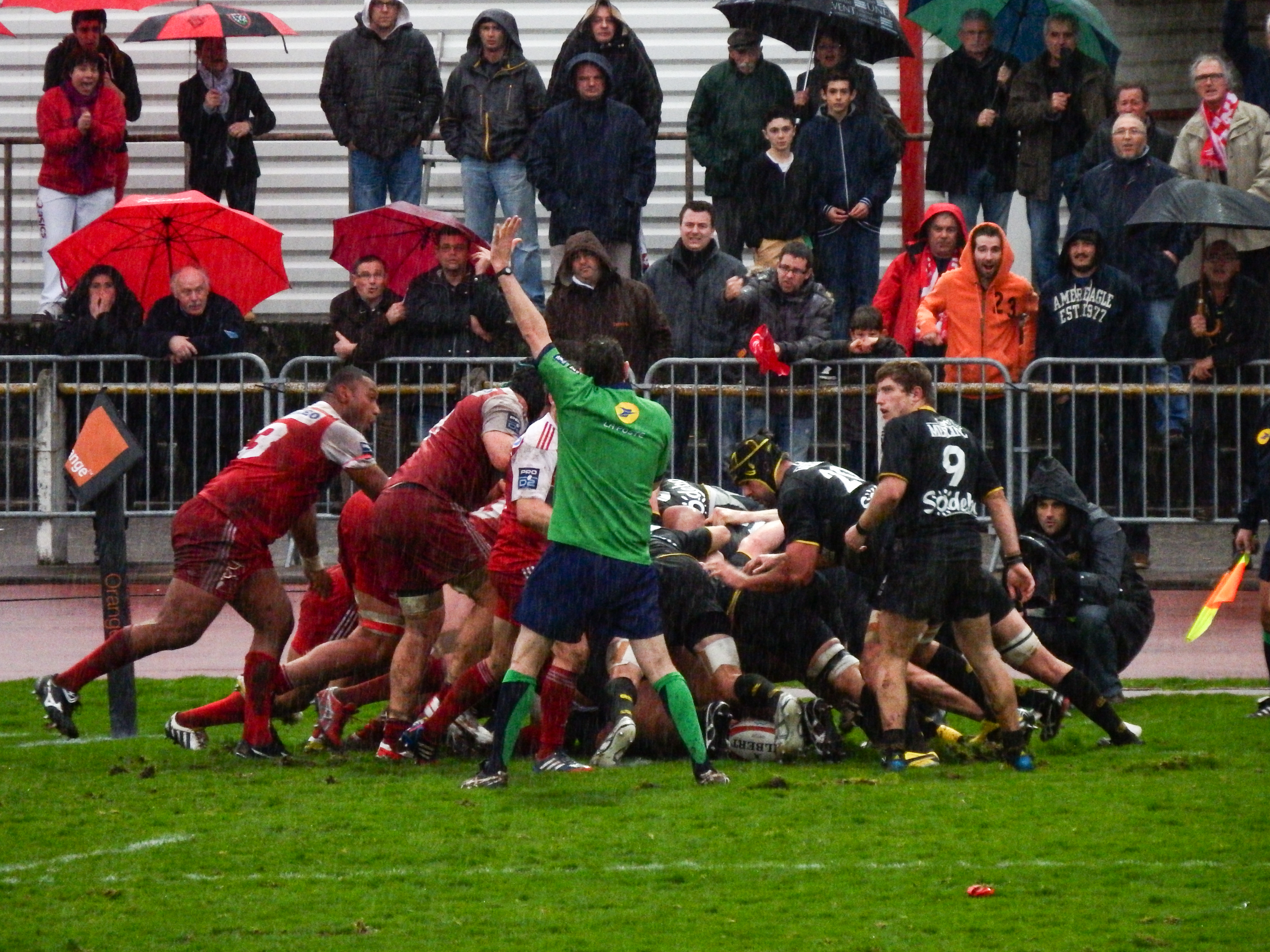
Après un match rude achevé sous une pluie battante, l'USD obtient la victoire contre un ténor du championnat, le Stade rochelais.

Lors de la pause hivernale, le demi d’ouverture Jacques-Louis Potgieter annonce sa volonté de rompre son contrat avec l'US Dax afin de rentrer vers son Afrique du Sud natale pour des raisons familiales. Alors que son départ de l'effectif est prévu à l'issue de la 18e journée, le club part à la recherche d'un joker médical pour combler son départ. Ce manque dans l'effectif s'additionne à l'absence de longue durée de Marius Delport qui n'a toujours pas été comblée. Si plusieurs profils ont été étudiés depuis l'automne, dont ceux de Julien Fritz et Winston Mafi (en), invités à Dax pour des tests physiques, de Matthieu Ugalde un temps évoqué libéré de son contrat avec l'Aviron bayonnais, ainsi que Isaia Tuifua (en), finalement recruté par les Cardiff Blues, c'est celui d'Anitele'a Tuilagi, sans club professionnel cette saison, qui semble avoir été retenu. Son arrivée reste attendue mais retardée, entre autres par des détails administratifs ; il ne porte finalement pas le maillot dacquois pour cette saison 2013-2014, mais signe un pré-contrat pour l'exercice suivant.
À l'issue de cette trêve de trois semaines, les hommes de Richard Dourthe et Jérôme Daret entament la phase retour du championnat par un déplacement sur le terrain du Colomiers rugby : les Hauts-Garonnais l'emportent 20 à 3 après avoir confisqué les munitions dacquoises, ces derniers étant forcés de défendre pendant la quasi-intégralité de la rencontre,.
De retour à la maison après un match quasiment vierge de points inscrits, l'USD accueille le Stade aurillacois ; les joueurs dacquois enregistrent un succès probant avec trois essais à la clé pour un score de 30 à 16. Malgré un bonus offensif envolé en fin de match, ils dépassent dans la plupart des secteurs de jeu leurs adversaires, allant d'un essai de trois-quarts de 80 mètres à une combativité exemplaire sur leur ligne d'en-but,.
Pour le dernier match de Potgieter au sein de l'US Dax, les « rouge et blanc » reçoivent le Stade rochelais, candidat aux demi-finales en cavale derrière le leader lyonnais et son dauphin agenais. Son adversaire ne choisit pas les coups de pied devant les perches et privilégie les occasions d'essai. Aucune d'entre elles n'étant concrétisée, les joueurs rentrent aux vestiaires sur un petit score nul, redonnant la confiance aux locaux. Le match s'achève sur une victoire étriquée 12 à 9 contre les Rochelais,. Le club dispose alors à la trêve internationale d'une avance de treize points sur la zone rouge, témoin du respect des objectifs de maintien en bonne voie, qui aurait pu malgré tout être amélioré avec de meilleures performances à l'extérieur. En effet, si le parcours à Maurice-Boyau est proche du sans-faute, plaçant Dax à la sixième position du classement à domicile, aucune victoire n'a été ramenée une fois éloigné des bords de l'Adour. Avec un match nul et deux points de bonus défensifs, le rendement dacquois est à cette journée l'avant-dernier de la division.

#### Le tournant de la saison - Journées 19 à 24

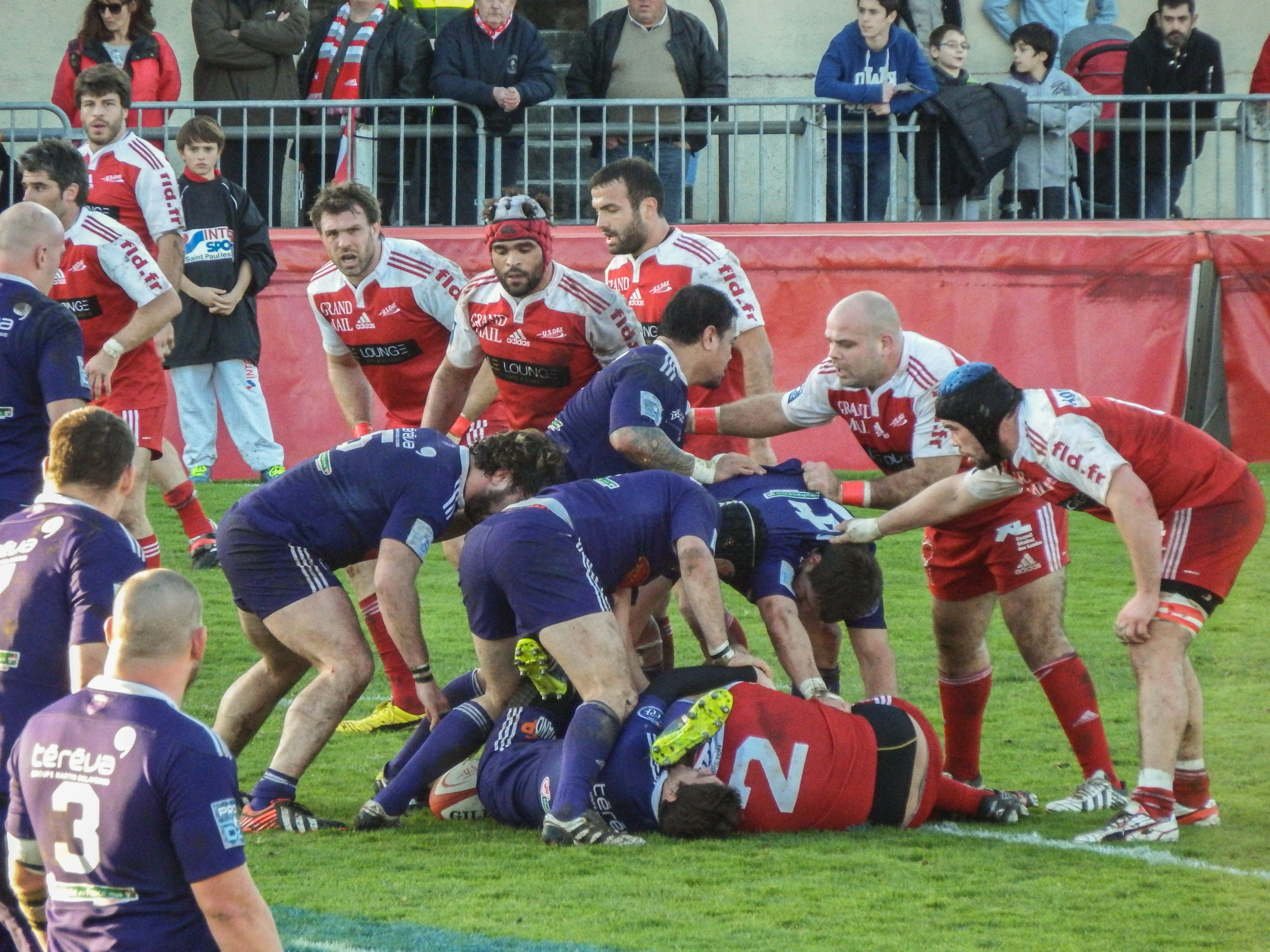
Les « rouge et blanc » viennent difficilement à bout de l’US bressane, concurrent direct au maintien, à domicile.

Malgré une rencontre souvent dominée, ce n'est pas du stade de la Méditerranée que les Dacquois ramèneront une victoire hors de leurs bases tant espérée : l'efficacité et le réalisme offensif des visiteurs ne sont pas suffisants pour peser dans la balance contre l'AS Béziers, et la seule récompense de cette âpre bataille se réduit à un bonus défensif, sur un score de 12 à 10,.
De retour à domicile pour la clôture de la 20e journée du championnat, les hommes de Richard Dourthe et Jérôme Daret évitent de peu le faux pas contre l'US bressane, cette dernière semant le doute en menant au score en seconde mi-temps ; la victoire 23 à 20 est arrachée dans les dernières minutes grâce à un essai de pénalité du pack rouge et blanc,. Lors de cette rencontre, le préparateur physique Yann Pradel expérimente la technologie GPS appliquée au rugby, déjà autorisée par les instances de l'International Rugby Board depuis 2010, dans le but de récolter en temps réel des statistiques de match.
Pour les deux matchs suivants, l'USD se déplace successivement à Bourgoin-Jallieu et Narbonne, qui lors des matchs aller avaient mis entre parenthèses les performances des « rouge et blanc » sur le terrain de Maurice-Boyau avec un nul et une première défaite à domicile. Loin de leurs bases, ils essuient à nouveau des résultats négatifs, mais plus sévères : avec une première défaite 37 à 3 en Isère, et une seconde 64 à 20 dans l'Aude,, c'est au total plus de cent points qui sont encaissés sur deux matchs.
À la suite de la nouvelle blessure du capitaine Jacques Naude après le match de Narbonne, le staff dacquois choisit rapidement d'engager un joker médical au poste de deuxième ligne, en la personne de Ruehan van Jaarsveld.
Afin de se racheter, les Landais prennent à cœur de montrer un autre visage devant son public : ils accueillent le temps d'un derby leurs voisins palois, alors sur la troisième marche du podium, après une confrontation amicale et un premier match officiel terminés sur des courtes défaites. À l'issue d'une rencontre à l'issue incertaine, les locaux font tomber une nouvelle grosse écurie du championnat sur le score étriqué de 11 à 10.
Après cette performance à domicile, les représentants de la ville de Dax enchaînent par une troisième déconvenue successive à l'extérieur, cette fois ci chez le SC Albi sur la marque de 36 à 5. Loin de leurs bases, les Dacquois, presque sauvés de la relégation, montrent trop peu de motivation pour espérer faire un résultat lors de ce match sans enjeu, alors que les Albigeois ont eux profité de cette rencontre pour avancer dans leurs objectifs de maintien, quasiment remplis après leur succès,.

#### Fin de saison difficile - Journées 25 à 30

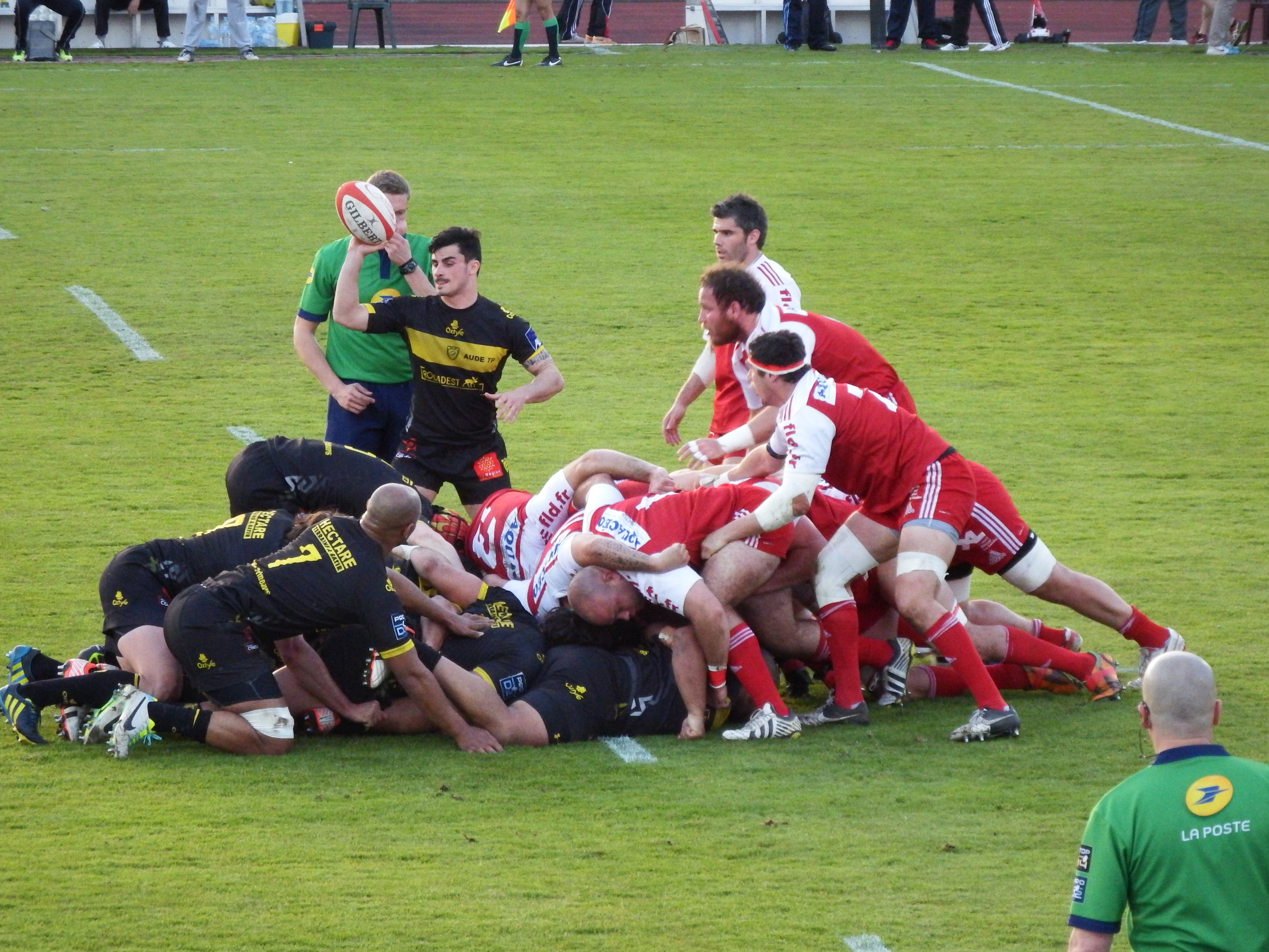
Après trois lourdes défaites à l'extérieur, l’USD s'incline à domicile devant Carcassonne, concurrent au maintien.

Pour la réception de l'US Carcassonne, les « rouge et blanc » peuvent assurer leurs aises vis-à-vis de l'objectif de la saison, ainsi que se pardonner après les trois lourds revers à l'extérieur agrémentés par 137 points encaissés et une 33e défaite consécutive en déplacement depuis la dernière victoire en date du club en championnat,. Une occasion non concrétisée, où les approximations entachent la performance dacquoise, pourtant en tête avec une marge correcte à la mi-temps, mais qui ne marqueront plus aucun point et verront leurs adversaires reprendre le fil de la partie et s'imposer 20 à 26 ; après le RC Narbonne, les seconds représentants de l’Aude en 2de division font à nouveau tomber les résidents du stade Maurice-Boyau,. Si la finalité sportive de la saison n'est pas encore mise en péril, l'enchaînement de ces déconvenues fait s'envoler le climat dans lequel s'était glissé le club en envisageant le maintien plus rapidement que l'an précédent.
Les entraîneurs Richard Dourthe et Jérôme Daret envoient une équipe remaniée pour disputer le match suivant au pied des Pyrénées. Partis sans illusion, les joueurs rapportent un nouvel échec cuisant 40 à 13 contre le TPR,. Avant la rencontre, l'un des clubs de supporteurs de l'USD annonce le boycott du déplacement en réponse aux récents résultats à l'extérieur de l'équipe.
Les joueurs accueillent la journée suivante le Lyon OU, leader de la poule. Un an plus tôt, à la même période d'avancement de la saison, des Dacquois mal en point dans la course au maintien recevaient des Lyonnais candidats aux demi-finales venus chercher des points pour remplir leur objectif ; ce match marquait aussi la première association du tandem actuel de coachs. Les locaux étaient alors venus à bout de leurs adversaires sur un score de 29 à 5, reprenant alors leur destin en main tout en privant leurs visiteurs de phases finales. Pour cette nouvelle confrontation, l'USD tient tête jusqu'à l'heure du jeu, comme le témoigne l'écart d'un seul point à la mi-temps, avant de subir la loi du leader du championnat et d'encaisser trois essais en quinze minutes pour finalement s'incliner sur son pré 11 à 34 après un ultime baroud d'honneur,. Les Lyonnais décrocheront leur titre de champion de Pro D2 deux journées plus tard. Malgré la frustration ressentie par les « rouge et blanc » après ce cinglant revers à domicile, le public semble avoir apprécié le visage montré en comparaison avec, entre autres, la prestation lors de la réception de Carcassonne.

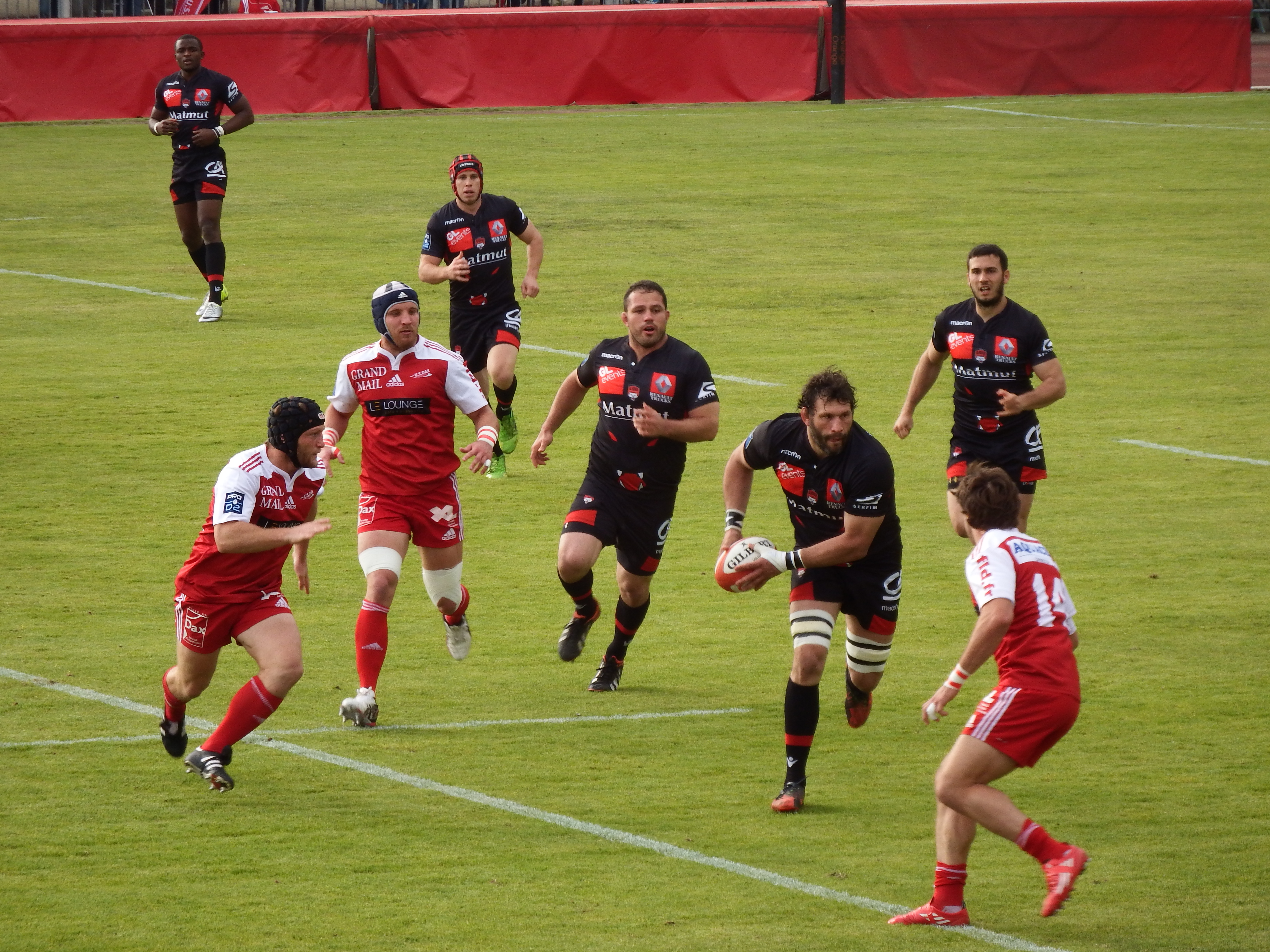
Les Dacquois résistent une mi-temps aux assauts des Lyonnais de Lionel Nallet avant de s'incliner lourdement.

Mathématiquement non maintenue, l'USD court toujours derrière une victoire salvatrice depuis sa victoire sur la Section paloise en février. C'est dans ces conditions et à trois rencontres de la fin du championnat que les joueurs de rugby du club landais font route vers leurs voisins aquitains du SU Agen, même si l'ordre du jour est plutôt d'éviter une nouvelle déconvenue à l'extérieur comme à Bourgoin, Narbonne, Albi et Tarbes : les Agenais étant plutôt en course aux phases finales, la victoire semble dure à envisager,. Sous un climat pluvieux, la seule fierté est de priver les locaux du point de bonus offensif avec un essai sur la sirène, achevant le match sur le score de 30 à 17,.
De retour dans leurs bases, les « rouge et blanc » n'ont besoin au minimum que d'un seul point au classement en deux matchs pour décrocher leur maintien. Pour la réception de leurs frères gascons qui ont déjà un pied en division fédérale, c'est bien la victoire qui est l'unique objectif avancé. Les joueurs dacquois évoluent néanmoins sans les directives de l'entraîneur-manager Richard Dourthe, privé de banc de touche par la commission de discipline de la Ligue nationale de rugby pour le reste de la saison en raison de son comportement jugé incorrect envers le corps arbitral lors de la réception du Lyon OU. Lors de la rencontre, ils sont rapidement surpris par les représentants du FC Auch déterminés à entretenir leurs espoirs de maintien, peinent à prendre l'ascendant au score ; après un essai marqué par chaque équipe, les Landais ne doivent leur victoire 14 à 11 qu'à une pénalité après la sirène : quatre points comptables au classement qui valident ainsi l'objectif de maintien en Pro D2, condamnant dans le même temps à la relégation leurs visiteurs du jour, mais qui ne masquent pas une prestation non convaincante,.
Ils se déplacent ainsi le dimanche suivant vers la préfecture pour jouer le derby landais et clore la phase régulière du championnat, sans le poids d'un objectif sportif sur les épaules. Le seul enjeu consisterait à une dernière tentative de rachat envers les supporteurs rouge et blanc. Le cours du match décide de l'inverse : l'US Dax est totalement dépassée par le Stade montois et s'incline lourdement sur le score symbolique de 40 à 0 ; les visiteurs encaissent autant de points que le numéro du département des deux protagonistes, sans pouvoir contre-attaquer une seule fois,.

### Transferts durant la saison
L'US Dax enregistre deux mouvements dans son effectif pendant le déroulement de la saison : le demi d'ouverture Jacques-Louis Potgieter rompt son contrat à l'amiable au mois de janvier, alors que le deuxième ligne Ruehan van Jaarsveld est recruté en tant que joker médical au mois de mars pour pallier les blessures à son poste.

### Détail des matchs officiels
L'US Dax dispute 30 rencontres officielles durant la saison, participant au championnat de 2e division.

### Classement final et statistiques

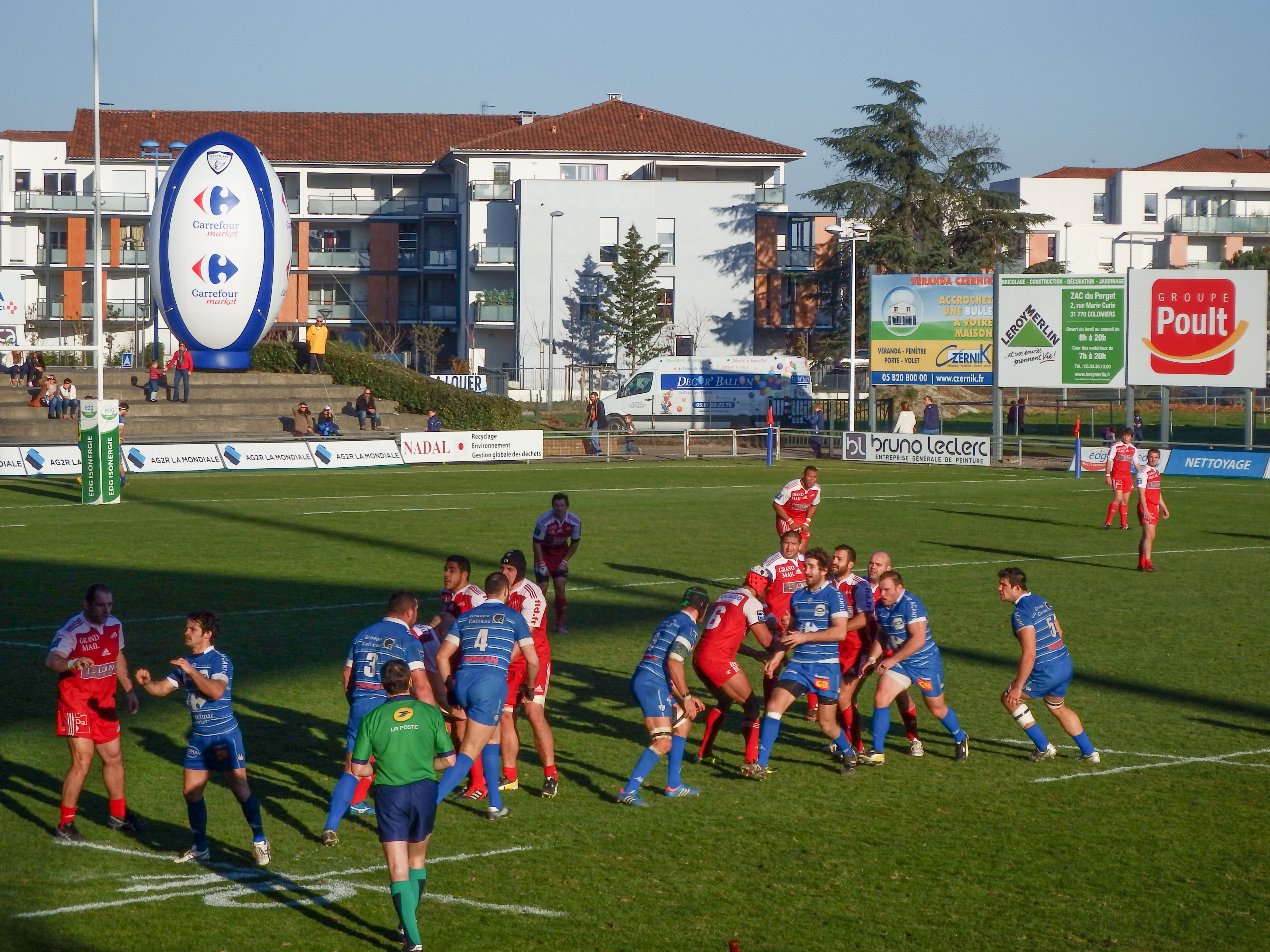
L'US Dax ne remporte aucune rencontre à l'extérieur cette saison, ici à Colomiers.

L'US Dax termine le championnat à la treizième place avec 11 victoires, 2 nuls et 17 défaites. Avec cinq points de bonus supplémentaires, le club dacquois totalise 53 points, soit neuf de plus que le premier relégable, le FC Auch. Avec un nul et trois défaites à domicile contre un nul pour aucune victoire à l'extérieur, il présente un bilan négatif au classement britannique.
L'USD finit dernière attaque du championnat et quatorzième ex-aequo en termes d'essais marqués avec 33 unités,. Sur le plan défensif, elle finit onzième défense et à la treizième place des essais en laissant 73 fois sa ligne d'en-but franchie,. Les représentants de la ville de Dax sont les moins disciplinés de la division avec 44 cartons jaunes pour 4 rouges.
| Rang | Club                    | J  | V  | N | D  | Bo | Bd | Pm  | Pe  | Diff | Pts |
| ---- | ----------------------- | -- | -- | - | -- | -- | -- | --- | --- | ---- | --- |
| 1    | Lyon OU                 | 30 | 25 | 0 | 5  | 14 | 3  | 877 | 480 | +397 | 117 |
| 2    | SU Agen (R)             | 30 | 21 | 0 | 9  | 7  | 7  | 774 | 534 | +240 | 98  |
| 3    | Stade rochelais         | 30 | 21 | 1 | 8  | 7  | 5  | 723 | 476 | +247 | 98  |
| 4    | Section paloise         | 30 | 20 | 1 | 9  | 5  | 6  | 635 | 503 | +132 | 93  |
| 5    | RC Narbonne             | 30 | 18 | 1 | 11 | 8  | 6  | 801 | 603 | +198 | 88  |
| 6    | Tarbes PR               | 30 | 17 | 1 | 12 | 5  | 5  | 658 | 577 | +81  | 80  |
| 7    | Stade montois (R)       | 30 | 12 | 3 | 15 | 4  | 10 | 597 | 575 | +22  | 68  |
| 8    | CS Bourgoin-Jallieu (P) | 30 | 13 | 2 | 15 | 4  | 7  | 597 | 598 | -1   | 67  |
| 9    | Colomiers Rugby         | 30 | 13 | 2 | 15 | 1  | 9  | 568 | 532 | +36  | 66  |
| 10   | AS Béziers              | 30 | 11 | 1 | 18 | 3  | 11 | 521 | 688 | -167 | 60  |
| 11   | Stade aurillacois       | 30 | 12 | 0 | 18 | 4  | 7  | 602 | 709 | -107 | 59  |
| 12   | SC Albi                 | 30 | 11 | 2 | 17 | 1  | 5  | 603 | 728 | -125 | 54  |
| 13   | US Dax                  | 30 | 11 | 2 | 17 | 0  | 5  | 457 | 705 | -248 | 53  |
| 14   | US Carcassonne          | 30 | 10 | 0 | 20 | 0  | 10 | 580 | 795 | -215 | 50  |
| 15   | FC Auch                 | 30 | 8  | 3 | 19 | 2  | 4  | 485 | 759 | -274 | 44  |
| 16   | US bressane (P)         | 30 | 7  | 1 | 22 | 0  | 11 | 537 | 753 | -216 | 41  |

|  | Champion de France de Pro D2, promu en Top 14 (no 1).                                                                   |
|  | Participation aux phases finales de barrage pour déterminer le vice-champion, promu en Top 14 (no 2, no 3, no 4, no 5). |
|  | Relégation en Fédérale 1 (no 15 et no 16).                                                                              |
|  | R : relégués 2013 • P : promus 2013                                                                                     |

Attribution des points : victoire sur tapis vert : 5, victoire : 4, match nul : 2, défaite : 0, forfait : -2 ; plus les bonus (offensif : 3 essais de plus que l'adversaire ; défensif : défaite par 7 points d'écart ou moins ; les deux bonus peuvent se cumuler).
Règles de classement : 1. points terrain (bonus compris) ; 2. points terrain obtenus dans les matches entre équipes concernées ; 3. différence de points dans les matches entre équipes concernées ; 4. différence entre essais marqués et concédés dans les matches entre équipes concernées ; 5. différence de points générale ; 6. différence entre essais marqués et concédés ; 7. nombre de points marqués ; 8. nombre d'essais marqués ; 9. nombre de forfaits n'ayant pas entraîné de forfait général ; 10. place la saison précédente.

## Joueurs et encadrement technique

### Encadrement technique

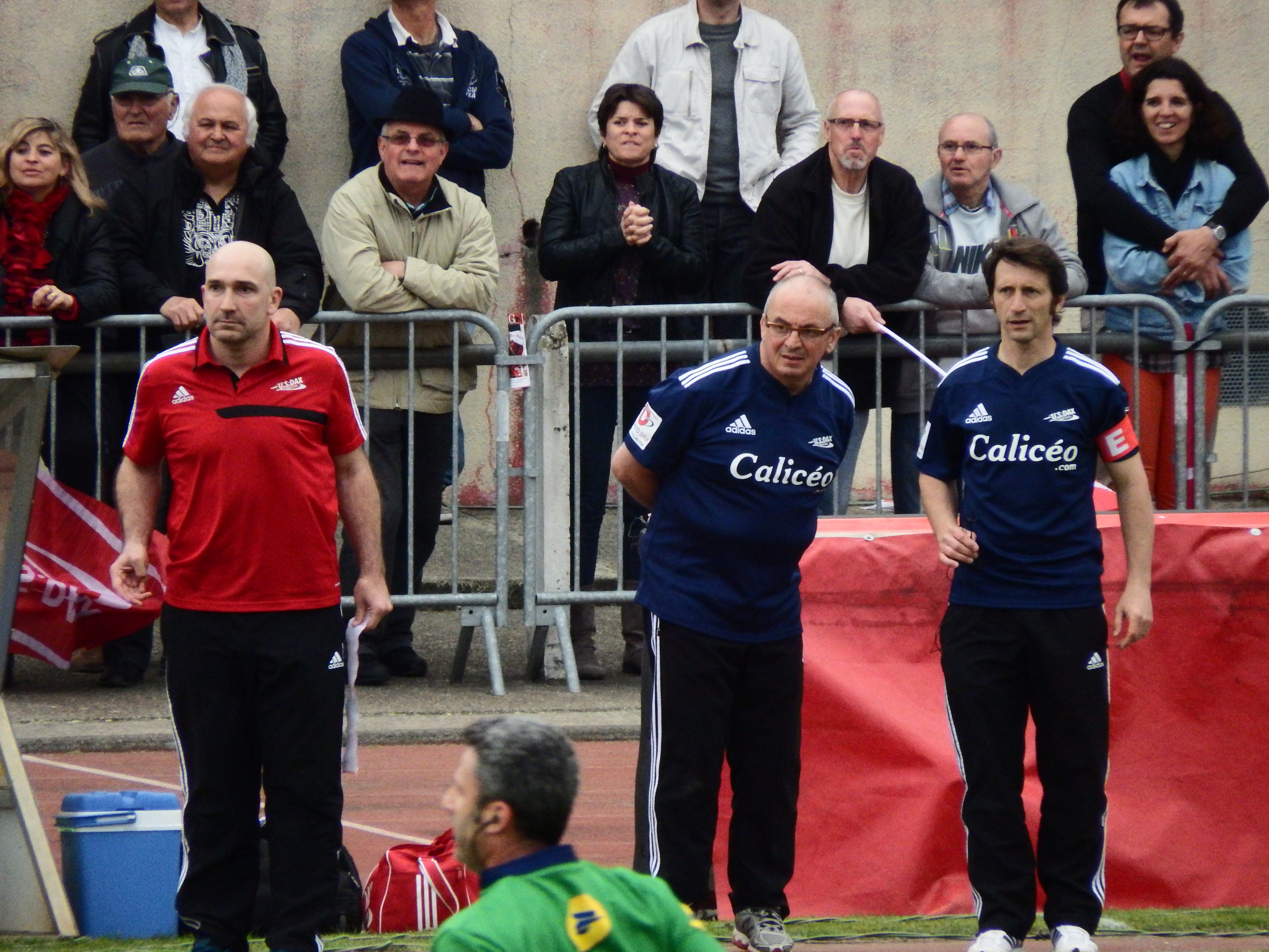
Richard Dourthe, Vincent Dezes et Jérôme Daret forment le nouveau trio d'entraîneurs de l'US Dax cette saison.

L'équipe est officiellement entraînée cette saison par Jérôme Daret et Richard Dourthe, respectivement aux postes d'entraîneur et entraîneur-manager. En effet, le duo d'entraîneurs était déjà en place pour achever la saison précédente. Le premier, directeur du centre de formation dacquois, au club depuis 1994, s'est vu confier les rênes de l'équipe première la saison précédente à l'issue de la mise à l'écart du tandem Frédéric Garcia et Christophe Manas en février 2013, poste qu'il a déjà occupé durant la saison 2007-2008. Le second, Dacquois d'origine et ancien joueur des « rouge et blanc », supervisait déjà l'équipe fanion auprès de Jérôme Daret pour les trois derniers matchs de la saison écoulée, à titre bénévole et amical.
Le groupe d'entraîneurs est complété par Vincent Dezes en tant que consultant pour la prise en charge des avants, déjà présent aux côtés du directeur du centre de formation lors de sa prise de fonction la saison dernière, mais également entraîneur de l'équipe première pendant la saison 2002-2003,. Le staff enregistre également l'arrivée de Yann Pradel en tant que préparateur physique, ainsi que l'analyste vidéo Renaud Dulin déjà présent depuis un an.

### Effectif professionnel

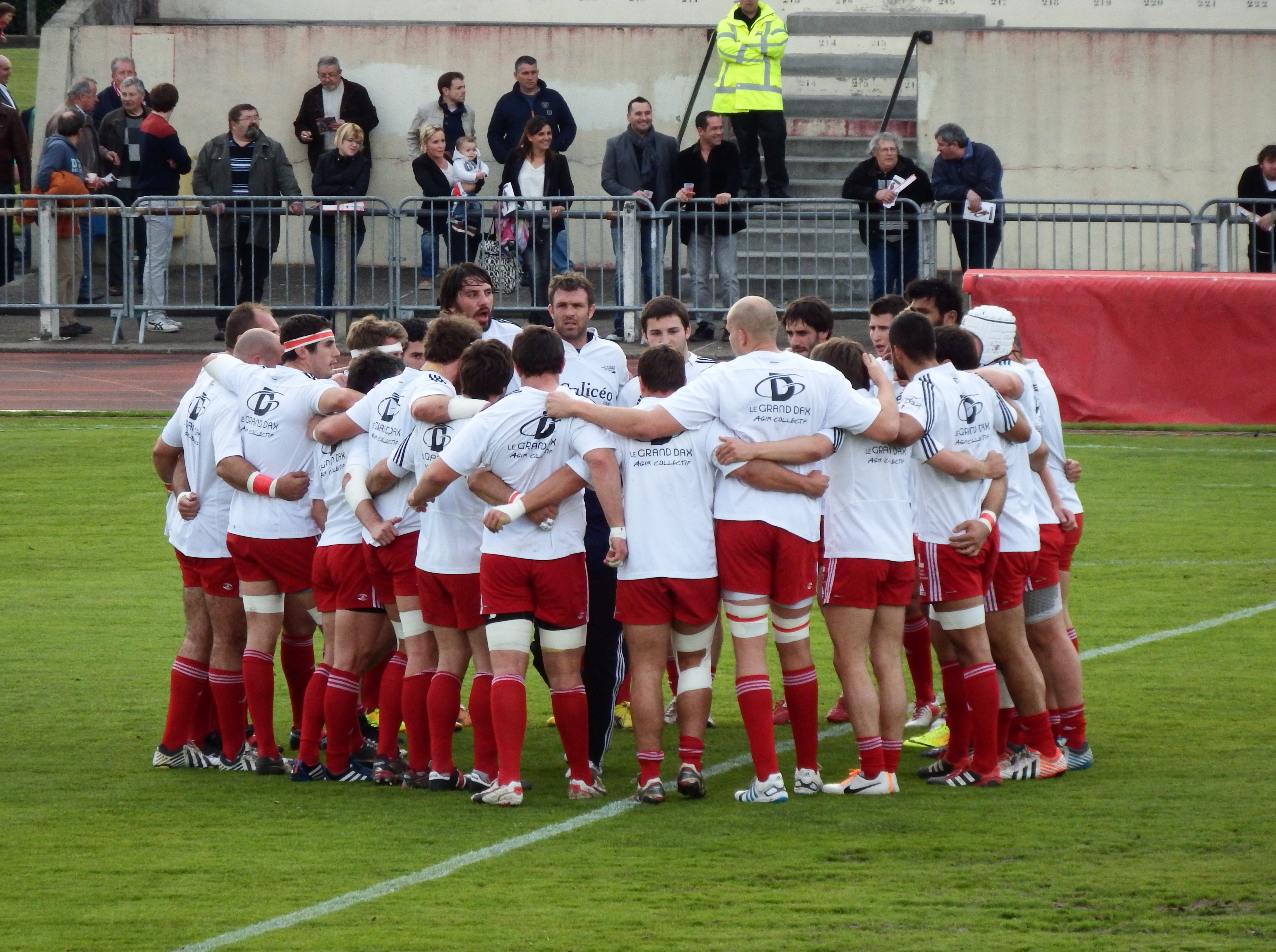
Le groupe dacquois rassemblé avant le match à domicile contre Carcassonne.

Au lancement de la saison 2013-2014, l’US Dax totalise un nombre de 29 joueurs sous contrat professionnel. 17 d'entre eux étaient présents dans le groupe lors de la saison précédente, auxquels il faut rajouter la reconversion de contrat de l'espoir Thomas Larrieu.
Cinq des joueurs de l'effectif professionnel sont issus des filières de formation dacquoises. Olivier August appartient à la famille ayant fait les beaux jours du club dacquois : frère de Benoît et Guillaume, anciens joueurs porteurs de la tunique rouge et blanche, et fils d'Éric August, également ancien joueur mais aussi entraîneur de l'USD de 1983 à 1985, et président de la section rugby de 1996 jusqu'à sa mort en 1998. Né à Dax et formé à l'US Dax, Olivier y joue six saisons professionnelles de 2006 à 2012 avant d'être libéré et de rejoindre le club voisin du SA Hagetmau en Fédérale 1 le temps d'une saison ; il signe son retour dans son club formateur l’année suivante. Bastien Adrillon, également né dans la sous-préfecture landaise, commence tardivement le rugby à l'âge de 17 ans et intègre les rangs des équipes junior de sa ville natale avant d'entrer dans l'effectif professionnel en 2009. Anthony Coletta, qui fait ses premiers pas rugbystiques à Montignac en Dordogne avant de rejoindre les équipes junior du CA Brive, signe une convention de deux ans avec le centre de formation de l'US Dax en 2010, avant d'intégrer l'équipe fanion. Timothée Lafon, formé dès l'âge de 5 ans sous les couleurs de l'US Orthez, quitte la Section paloise en 2010 pour rejoindre les espoirs de Dax avant d'intégrer les rangs du centre de formation un an plus tard ; il entre dans l'effectif professionnel en 2012. Thomas Larrieu touche ses premiers ballons très jeune au sein du club de l'agglomération dacquoise, le Saint-Paul sports, avant de rejoindre les minimes de l'USD ; alors sous contrat espoir au centre de formation, il signe un contrat professionnel en 2013.
Le capitaine désigné à l'intersaison est le deuxième ligne sud-africain Jacques Naude,, qui entame sa troisième année au sein du club dacquois. Blessé au mois d'octobre à l'épaule, il rate une grande partie de la saison après une rechute en mars ; c’est le demi de mêlée Anthony Salle-Canne recruté pour cette saison qui hérite du capitanat en l'absence de son coéquipier,. Les troisièmes ligne aile Arthur Chollon et Bastien Adrillon prennent également le relais lors des mises au repos de la recrue auscitaine.
Durant le championnat, deux mouvements viennent modifier l'effectif dacquois : le demi d'ouverture sud-africain Jacques-Louis Potgieter rompt son contrat à l'amiable avec l'US Dax à l'issue de la 18e journée, avant que le club engage deux mois plus tard un joker médical pour combler les blessures en deuxième ligne, en la personne de Ruehan van Jaarsveld.
| Nom                       | Poste                  | Date de naissance | Nationalité sportive | Statut int. | Club précédent        | Arrivée au club | Fin de contrat | Formé au club |
| ------------------------- | ---------------------- | ----------------- | -------------------- | ----------- | --------------------- | --------------- | -------------- | ------------- |
| Victor Damian Arias       | Pilier                 | 5 mars 1990       | Argentine            | -           | Lince RC              | 2012            | 2014 (2015)    | -             |
| Yassin Boutemane          | Pilier                 | 12 juillet 1990   | France               | -           | Union Bordeaux Bègles | 2013            | 2014 (2015)    | -             |
| Renaud Boyoud             | Pilier                 | 7 mai 1980        | France               | oui         | Aviron bayonnais      | 2013            | 2015           | -             |
| Timothée Lafon            | Pilier                 | 17 février 1989   | France               | -           | Section paloise       | 2010            | 2015 (2016)    | oui           |
| Rémi Hugues               | Pilier                 | 1er janvier 1986  | France               | -           | Biarritz olympique    | 2010            | 2014           | -             |
| Boris Béthéry             | Talonneur              | 8 juillet 1983    | France               | -           | Union Bordeaux Bègles | 2012            | 2014           | -             |
| Thomas Larrieu            | Talonneur              | 11 mai 1991       | France               | -           | -                     | -               | 2014           | oui           |
| Emmanuel Maignien         | Talonneur              | 5 janvier 1982    | France               | -           | Section paloise       | 2011            | 2015           | -             |
| Mickaël Bert              | Deuxième ligne         | 4 janvier 1980    | France               | -           | Montpellier HR        | 2008            | 2014           | -             |
| Jérémy Dumont             | Deuxième ligne         | 27 juillet 1986   | France               | -           | US Marmande           | 2013            | 2014 (2015)    | -             |
| Jacques Naude             | Deuxième ligne         | 1er janvier 1987  | Afrique du Sud       | -           | Limoges rugby         | 2011            | 2014 (2015)    | -             |
| Ruehan van Jaarsveld [JM] | Deuxième ligne         | 4 mars 1985       | Afrique du Sud       | -           | Rugby Viadana         | 2014            | 2014           | -             |
| Thomas Vervoort           | Deuxième ligne         | 1er avril 1987    | France               | -           | CS Bourgoin-Jallieu   | 2012            | 2014           | -             |
| Bastien Adrillon          | Troisième ligne aile   | 30 août 1986      | France               | -           | -                     | 2003            | 2014           | oui           |
| Arthur Chollon            | Troisième ligne aile   | 15 décembre 1988  | France               | -           | Stade français        | 2013            | 2015           | -             |
| Olivier August            | Troisième ligne aile   | 11 août 1985      | France               | -           | SA Hagetmau           | 2013            | 2014 (2015)    | oui           |
| Anthony Coletta           | Troisième ligne aile   | 25 avril 1989     | France               | -           | CA Brive              | 2010            | 2015           | oui           |
| Noa Soqeta                | Troisième ligne centre | 27 février 1980   | Fidji                | -           | Cavalieri Prato       | 2011            | 2014           | -             |
| Charlie Ternisien         | Troisième ligne aile   | 27 février 1984   | France               | -           | Union Bordeaux Bègles | 2012            | 2014           | -             |
| Anthony Salle-Canne       | Demi de mêlée          | 10 décembre 1982  | France               | -           | FC Auch               | 2013            | 2015           | -             |
| Romain Lacoste            | Demi d'ouverture       | 29 mars 1987      | France               | -           | Stade rochelais       | 2011            | 2014           | -             |
| Jacques-Louis Potgieter   | Demi d'ouverture       | 2 septembre 1984  | Afrique du Sud       | -           | Aviron bayonnais      | 2013            | 2014 (2015)    | -             |
| Marius Delport            | Centre                 | 3 juin 1985       | Afrique du Sud       | -           | Lions / Golden Lions  | 2013            | 2014 (2015)    | -             |
| Guillaume Devade          | Centre                 | 23 mars 1987      | France               | -           | Stade rochelais       | 2012            | 2014           | -             |
| Clinton Sills             | Centre                 | 16 octobre 1990   | Australie            | -           | Ordizia RE            | 2013            | 2014 (2015)    | -             |
| Fabrice Tao               | Centre                 | 23 novembre 1985  | France               | -           | Avenir valencien      | 2013            | 2014 (2015)    | -             |
| Samy Ben Letaief          | Ailier                 | 26 juillet 1990   | France               | -           | RC Toulon             | 2012            | 2014           | -             |
| Joji Raqamate             | Ailier                 | 15 février 1989   | Fidji                | -           | Namosi RFU            | 2013            | 2014 (2015)    | -             |
| Simon Ternisien           | Ailier                 | 1er avril 1987    | France               | -           | Stade montois         | 2011            | 2014           | -             |
| Matthieu Bourret          | Arrière                | 26 avril 1985     | France               | -           | Castres olympique     | 2010            | 2014           | -             |

### Joueurs sous contrat espoir
L'effectif de l'USD est embelli par trois joueurs sous contrats espoirs, jouant tantôt avec l'équipe première en Pro D2, tantôt en championnat espoir.
| Nom                   | Poste            | Date de naissance | Nationalité sportive | Statut int. | Club précédent | Arrivée au club | Fin de contrat | Formé au club |
| --------------------- | ---------------- | ----------------- | -------------------- | ----------- | -------------- | --------------- | -------------- | ------------- |
| Étienne Quiniou       | Demi de mêlée    | 21 janvier 1992   | France               | -           | FC Haguenau    | 2010            | 2014           | oui           |
| Maxime Mathy          | Demi d'ouverture | 24 octobre 1992   | France               | -           | CS lédonien    | 2010            | 2014           | oui           |
| Yoann Laousse Azpiazu | Arrière          | 20 août 1991      | France               | -           | Parentis SR    | 2009            | 2015           | oui           |

### Joueurs du centre de formation
La classe 2013-2014 du centre de formation tenu par Jérôme Daret compte 12 pensionnaires, dont deux nouveaux stagiaires, le talonneur Quentin Lespiaucq-Brettes et le deuxième ligne Cyril Cazeaux, déjà joueurs au sein des équipes junior dacquoises.
La structure de formation est cette saison évaluée 10e sur 14 de Pro D2 du classement des meilleurs centres de formation professionnels, publié par la LNR en avril 2015.
Un fonds d'aide est réparti entre les clubs de Top 14 et de Pro D2 pour la saison à venir, suivant cette notation : l'US Dax bénéficiera ainsi d'une dotation comprise entre 112 000 et 245 000 euros.
| Nom                       | Poste                  | Date de naissance | Nationalité sportive | Statut int. | Club précédent     | Arrivée au club | Arrivée au CDF | Formé au club |
| ------------------------- | ---------------------- | ----------------- | -------------------- | ----------- | ------------------ | --------------- | -------------- | ------------- |
| Rémy Chies                | Pilier                 | 21 mai 1994       | France               | -           | US Pouillon        | 2010            | 2012           | oui           |
| Pierre Choinard           | Pilier                 | 12 novembre 1991  | France               | -           | Peyrehorade sports | [ Note 7 ]      | 2009           | oui           |
| Thibaud Dréan             | Pilier                 | 6 janvier 1992    | France               | -           | Stade rochelais    | 2010            | 2011           | oui           |
| Quentin Lespiaucq-Brettes | Talonneur              | 16 février 1995   | France               | -           | US Mugron          | [ Note 8 ]      | 2013           | oui           |
| Cyril Cazeaux             | Deuxième ligne         | 10 février 1995   | France               | -           | Saint-Paul sports  | [ Note 9 ]      | 2013           | oui           |
| Clément Adami             | Troisième ligne aile   | 20 août 1992      | France               | -           | -                  | -               | 2011           | oui           |
| Kévin Boukechiche         | Troisième ligne aile   | 9 juin 1992       | France               | -           | Nancy Seichamps    | 2010            | 2010           | oui           |
| Germain Garcia            | Troisième ligne aile   | 10 juin 1993      | France               | -           | -                  | 2007            | 2012           | oui           |
| Jan-Lou Hary              | Troisième ligne centre | 17 avril 1992     | France               | -           | RC naborien        | 2010            | 2010           | oui           |
| Thibaut Lesparre          | Demi de mêlée          | 22 août 1992      | France               | -           | -                  | 2001            | 2011           | oui           |
| Pierre Garcia             | Ailier                 | 1er mai 1991      | France               | -           | CA Brive           | 2012            | 2012           | oui           |
| Pierre Justes             | Arrière                | 28 avril 1994     | France               | -           | -                  | [ Note 10 ]     | 2012           | oui           |

### Statistiques individuelles
Le joueur le plus utilisé de l'effectif est le pilier Rémi Hugues, qui participe à 29 des 30 rencontres officielles de la saison, totalisant 1 785 minutes sur le terrain, et absent seulement pour le déplacement chez le RC Narbonne. Si l'arrière Yoann Laousse Azpiazu ne prend part qu'à 25 des confrontations, il accumule plus de temps de jeu que le précédent, avec un total de 1 926 minutes.
Le buteur arrière et ailier Matthieu Bourret termine douzième meilleur réalisateur du championnat avec 208 points à son actif (dont deux essais, soit 198 points au pied), devant l'un des autres buteurs réguliers Yoann Laousse Azpiazu et ses 74 points (dont cinq essais, soit 59 points au pied).
En ce qui concerne les meilleurs marqueurs d'essais du club, c'est Yoann Laousse Azpiazu qui tient la première place (hors classement des quinze meilleurs marqueurs du championnats), grâce à cinq essais marqués. Il est talonné par les ailiers Samy Ben Letaief et Joji Raqamate avec trois unités chacun.

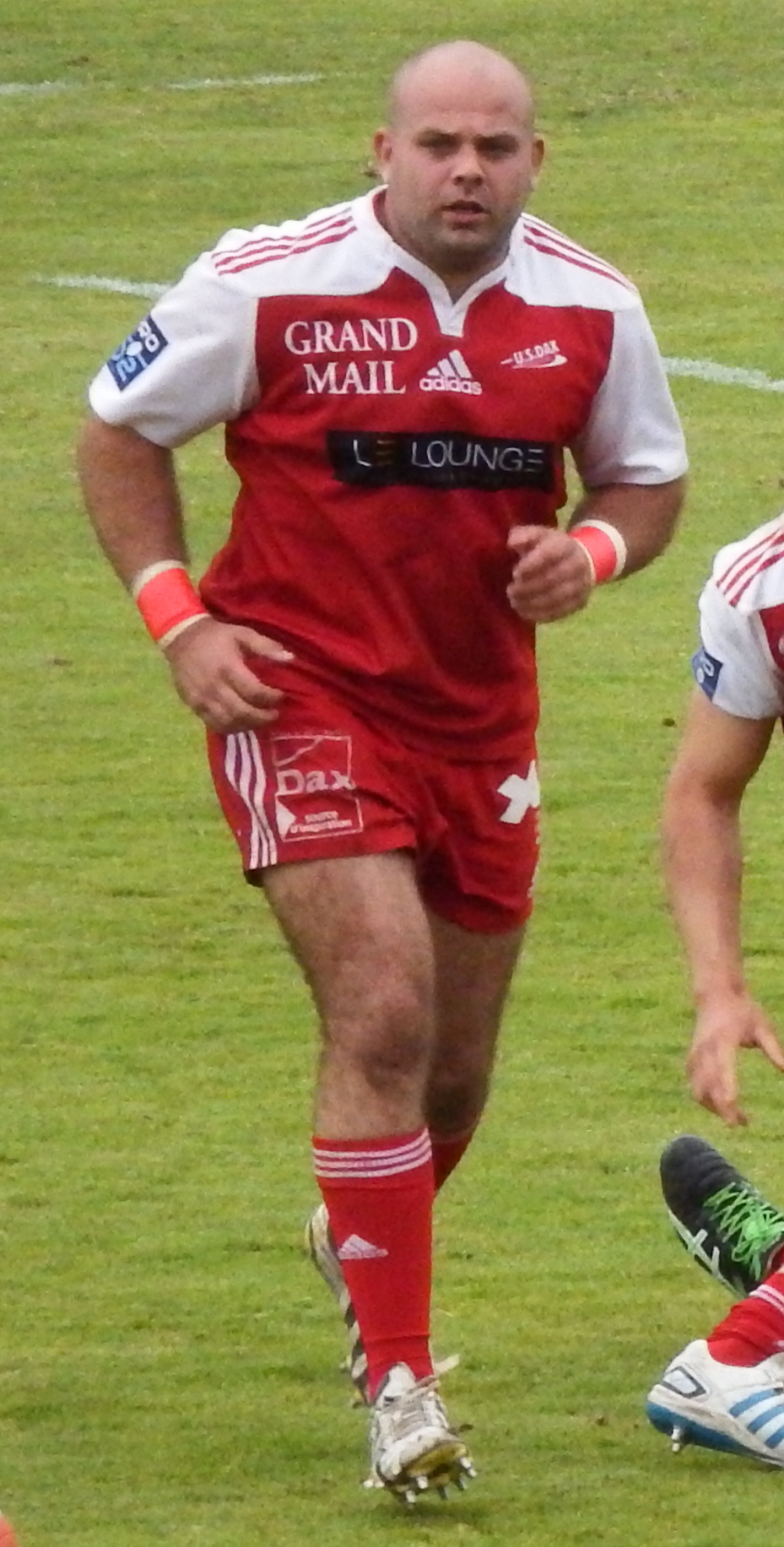
Rémi Hugues, joueur le plus souvent utilisé de la saison.
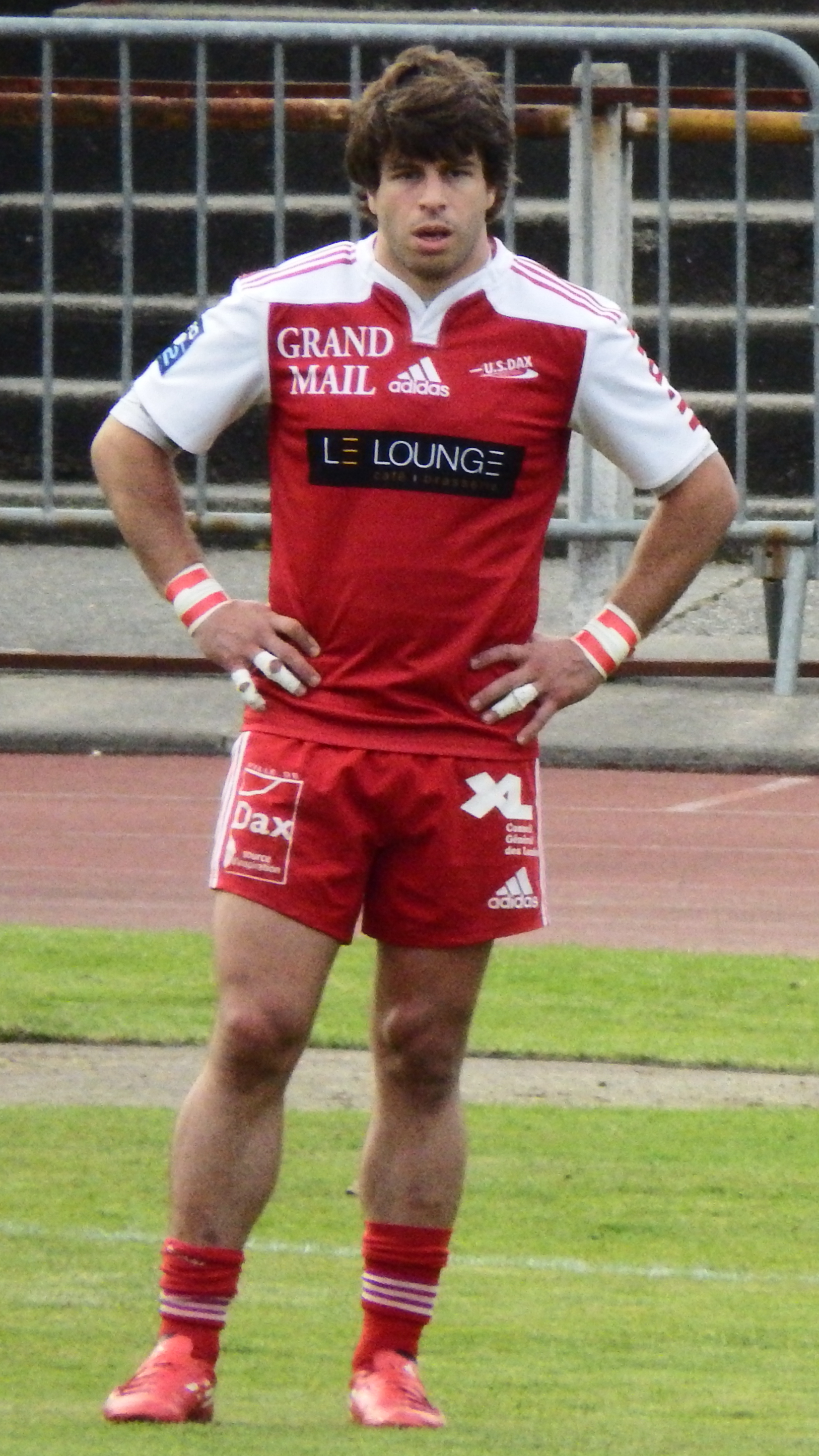
Matthieu Bourret, meilleur réalisateur du club et 12e du championnat.
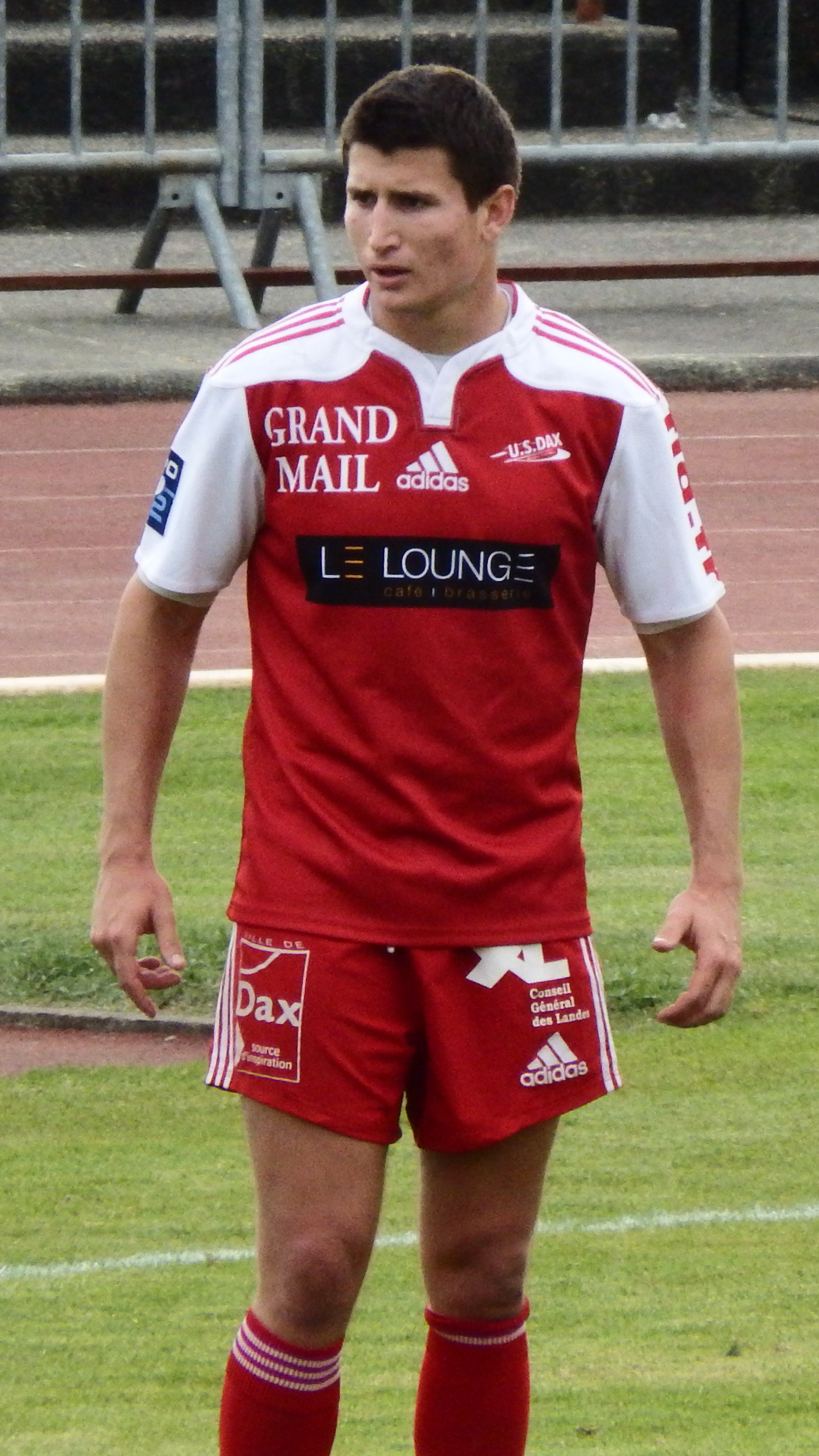
Yoann Laousse Azpiazu, meilleur marqueur d'essais du club.

### Récompenses et distinctions
Au cours de la saison 2013-2014, le journal quotidien régional Sud Ouest et le réseau de radios locales France Bleu récompensent chaque mois dans le cadre du Trophée Rugby France Bleu Sud Ouest le meilleur joueur du championnat de France de 1re division et de 2e division, sur la région géographique couverte par le journal (région Aquitaine et départements de la Charente, la Charente-Maritime, et du Gers). Après une sélection de trois joueurs choisis par les deux médias, le public élit le joueur du mois de chaque division avec des votes par Internet. Malgré plusieurs nominations,, aucun joueur de l'US Dax n'a été élu joueur de Pro D2 cette saison.

### Joueurs en sélection nationale

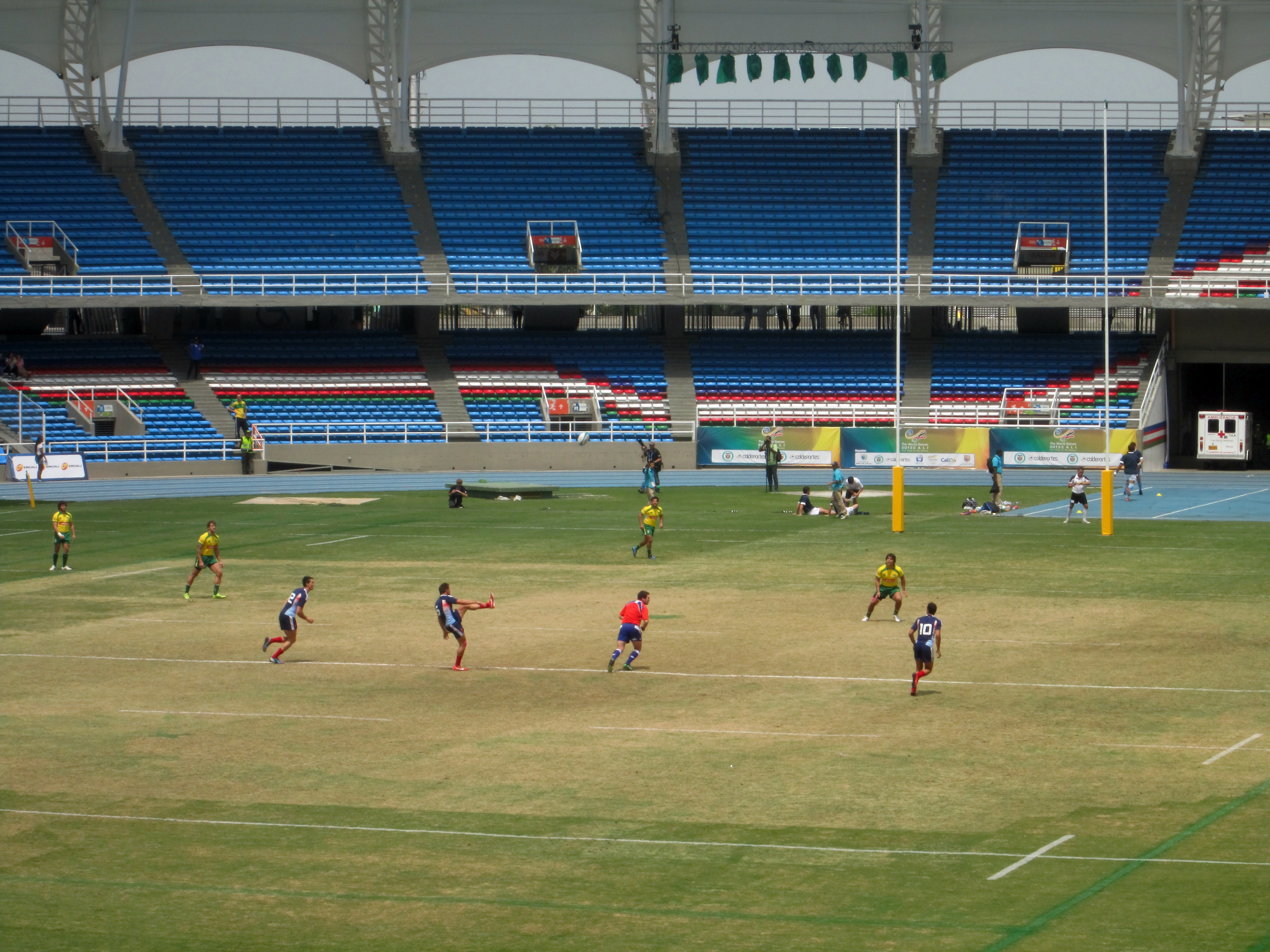
Germain Garcia et l'équipe de France à sept disputent les Jeux mondiaux à Cali, ici contre le Brésil au stade olympique Pascual-Guerrero.

Après plusieurs sélections sous le maillot de l'équipe de France à sept Développement en mai 2013, le membre du centre de formation Germain Garcia participe avec l'équipe de France à sept aux Jeux mondiaux de 2013 à Cali,. Sélectionné pour cinq des six matchs des Bleus, il inscrit un essai contre le Brésil.
Peu de temps après sa signature avec le centre de formation dacquois, Quentin Lespiaucq-Brettes intègre le Pôle France et participe à la tournée en Afrique du Sud de l'équipe de France des moins de 19 ans du mois d'août. Il participe également aux matchs de préparation contre la sélection italienne des moins de 20 ans le 7 décembre, soldé par une défaite 13 à 16, et leurs homologues du Japon, chez les moins de 19 ans, le 19 mars se terminant sur une victoire 54 à 14. Il prend part à la fin de la saison à la tournée européenne du Pôle France au mois d'avril, comprenant deux déplacements en Irlande le 17 et le 22, avant une étape en Angleterre le 26. Les deux confrontations contre les celtiques se soldent par une défaite 31 à 20 et une victoire 12 à 8, avec une titularisation pour le jeune Dacquois lors du premier match.

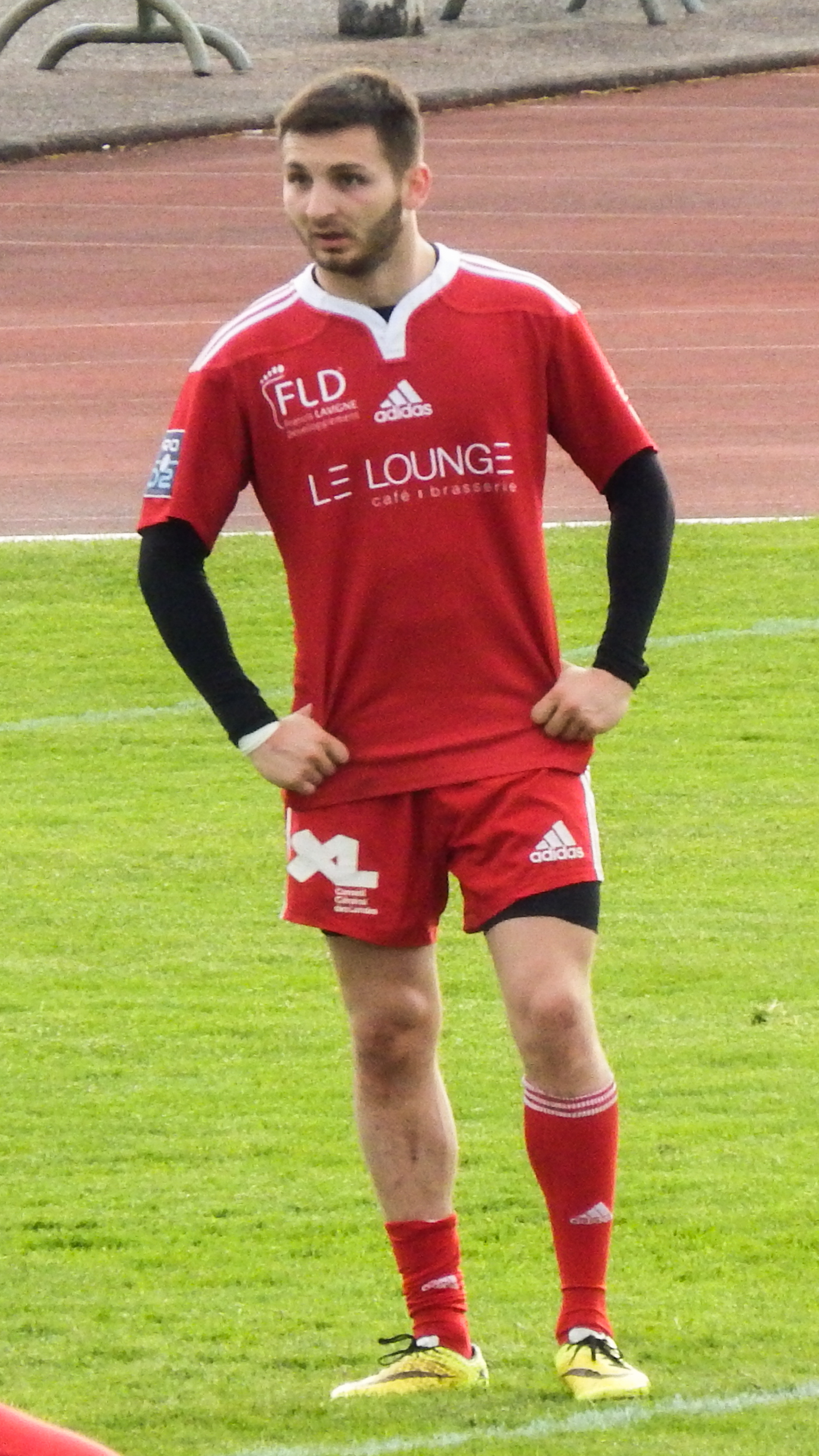
Pierre Justes, ici en 4 2015, porte le maillot de l'équipe de France des moins de 20 ans à neuf reprises cette saison.

Dans le cadre du Tournoi des Six Nations des moins de 20 ans, le membre du centre de formation Pierre Justes intègre l'équipe de France des moins de 20 ans. Sur la feuille de match lors de la 1re journée contre l'Angleterre, il n'a pas l'opportunité de rentrer sur le terrain. Il est ensuite titularisé au poste d'arrière pour les quatre dernières rencontres contre l'Italie,, le pays de Galles, l'Écosse et l'Irlande. Avec cinq victoires, il remporte ainsi le tournoi avec ses partenaires de l'équipe de France -20 et décroche le Grand Chelem.
Justes conclut cette saison sous le maillot bleu en étant retenu dans l'effectif destiné à disputer le championnat du monde junior 2014 en Nouvelle-Zélande. Titulaire pour deux des trois matchs de poule (contre l'Irlande et le pays de Galles, sur le banc des remplaçants et entré en cours de jeu pour affronter les Fidji), le jeune Dacquois et ses camarades de l'équipe de France ne se qualifient pas pour le tableau final du championnat avec un bilan de deux victoires pour une défaite contre les Gallois. Lors des matchs de qualification, il est titularisé à chaque échéance, pour le tour de classement remporté contre les Diables rouges, leurs précédents adversaires, puis contre l'Australie qui s'impose lors du match pour la 5e place. La génération 1994 des Bleuets termine ainsi le championnat du monde à la 6e place.

## Aspects juridiques et économiques

### Structure juridique et organigramme
En 2013-2014, l'équipe professionnelle est gérée par la SASP US Dax rugby Landes, entreprise déclarée le 3 juillet 1998 et présidée depuis le 1er juillet 2013 par Alain Pecastaing. La SASP est liée par le biais d'une convention à l'association loi de 1901 US Dax Rugby, déclarée le 31 juillet 1997 et présidée par Philippe Celhay, structure qui regroupe le centre de formation et les équipes amateurs.
| Direction | Administratif | Sportif |
| --- | --- | --- |
| - Directoire : - Président : Alain Pecastaing - Membres : Jean-Patrick Lescarboura, Christophe Ponteins, Jacques Delpey - Conseil de surveillance : - Président : Gilbert Ponteins - Membres : Pierre Albaladejo, Sylvain Antol, Jean-Pierre Bastiat, Jean-Louis Bérot, Bruno Cazalis - Représentant de l'association : Philippe Celhay - Conseil d'orientation : - Membres : Georges Capdepuy, Philippe Darrigade, Jean-Claude Delineau, Claude Dufau, Bernard Juzans, Jean-Jacques Pradere, Jean-Claude Saint-Avit | - Directeur administratif et financier : Jean-Marc Degos - Chargé des finances : Michel Larrouquis - Responsables partenariat : Patrice Labeyrie, Hervé Lartigue, Guillaume Quaetaers, Fabien Bourry - Responsable communication : Hervé Lartigue - Responsable billetterie : Karine Schoonjans - Boutique : Marion Haage - Comptabilité : Josiane Senjean - Accueil et secrétariat : Catherine Hontang, Catherine Magne-Prax | - Entraîneurs : Jérôme Daret et Richard Dourthe - Manager sportif : Richard Dourthe - Consultant à la mêlée : Vincent Dezes - Préparateurs physiques : Yann Pradel - Directeur du centre de formation : Jérôme Daret - Responsable du centre de formation : Philippe Prosper - Analyste vidéo : Renaud Dulin |

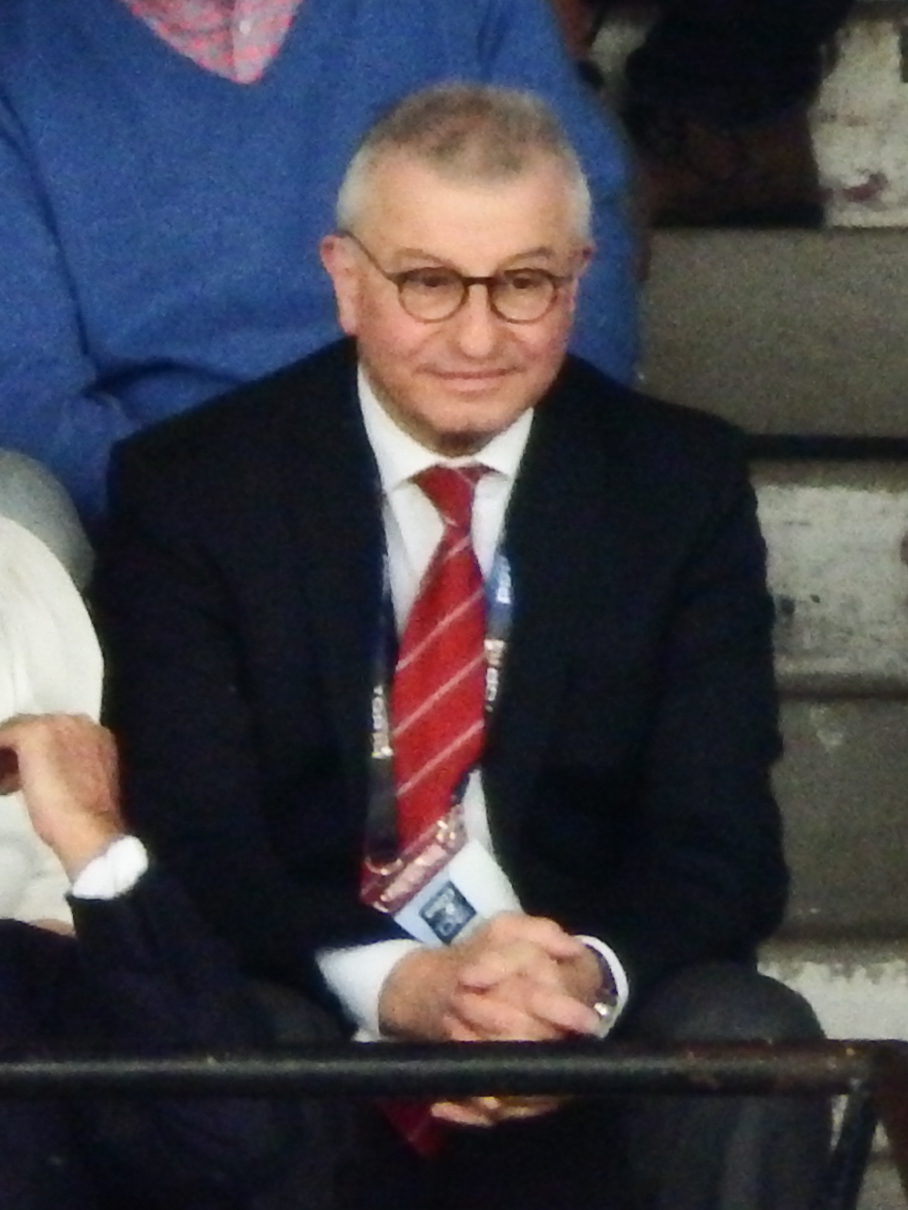
Alain Pecastaing est président du club professionnel depuis cette saison.

### Éléments comptables
Le budget prévisionnel de l'US Dax est dans un premier temps de 3,6 millions d'euros, pour un chiffre réévalué à 4,14 millions d'euros, ce qui correspond au onzième budget des clubs de la Pro D2, soit le sixième plus petit, loin derrière les 14,87 millions d'euros du Lyon OU. La part de partenariat représente une somme de 2,5 millions d'euros. Le 30 octobre 2013, le budget prévisionnel est estimé à 4,215 millions d'euros.
La masse budgétaire officielle s'élève à 4,595 millions d'euros, soit la douzième du championnat. Elle inclut une part de 1,490 million d'euros affectée aux salaires des joueurs, ce qui représente la onzième masse salariale.
La Ligue nationale de rugby reverse cette saison un total de 922 000 euros à l'US Dax : 822 000 de droits télévisés et de marketing, 27 000 de caisse de blocage, 46 000 pour le centre de formation, 16 000 d'indemnités de déplacement et 11 000 d'indemnités pour les sélections de ses joueurs en équipe de France des moins de 20 ans.

### Tenues, équipementiers et sponsors

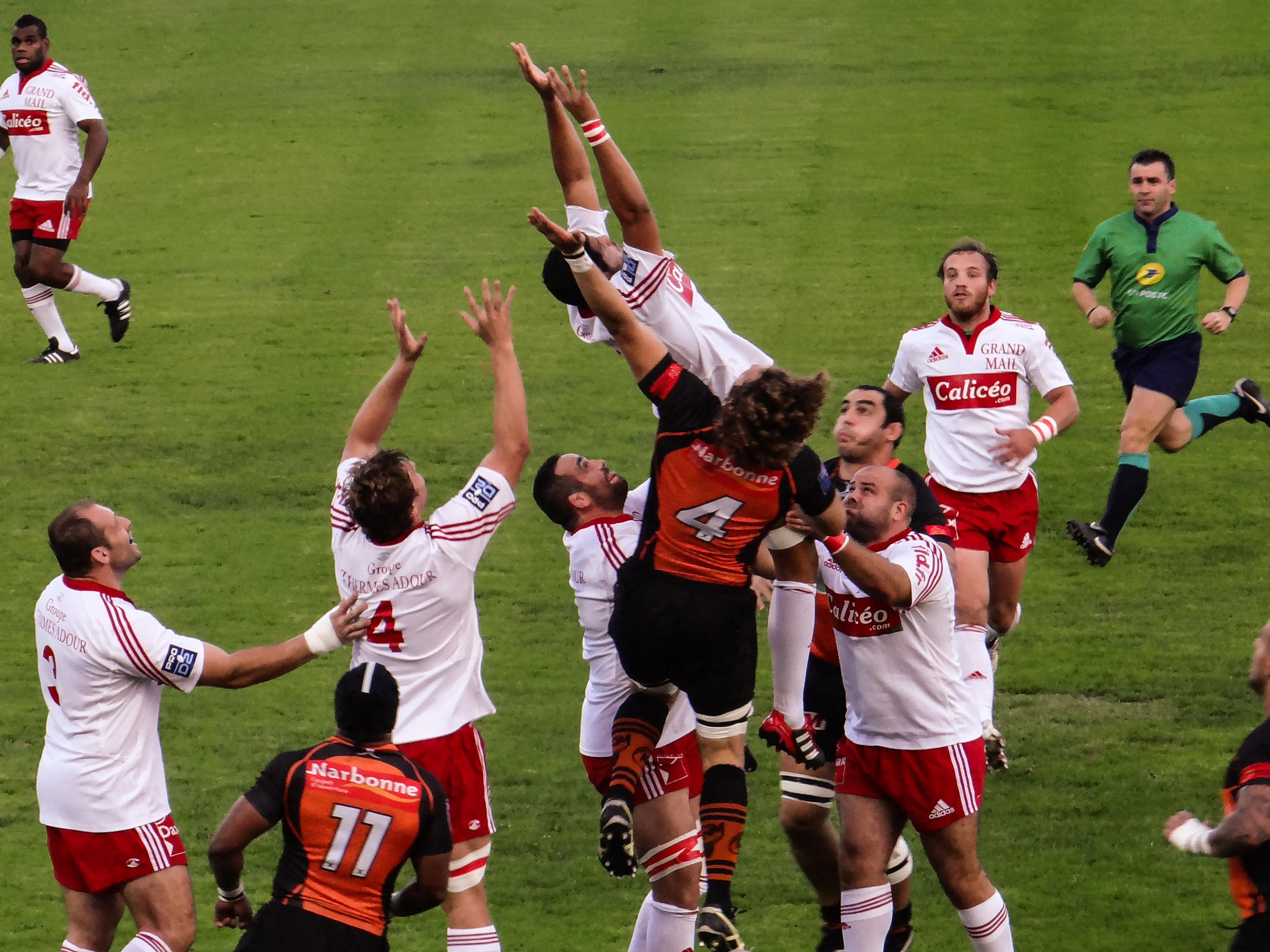
Les joueurs de l'USD portent pour le début de la saison leur ancien maillot, ici lors de la 7e journée.

L'US Dax est équipée par la marque allemande Adidas depuis 2012 et jusqu'en 2015, dans le cadre du partenariat signé avec l'intermédiaire du groupe Intersport.
L'équipe évolue avec trois jeux de maillots. Du début du championnat à la 9e journée, elle joue temporairement avec un maillot blanc assorti d'un short rouge et de chaussettes rouges, mixant la tenue principale rouge et l'alternative blanche de la saison précédente. Elle dispose ensuite d'un ensemble entièrement rouge, dont le maillot est dessiné avec des manches blanches à la différence des anciennes versions. Pour les rencontres à l'extérieur contre des équipes habillées avec des couleurs rouges, les joueurs dacquois portent un ensemble entièrement noir, à l'esthétique identique à celle de l'année passée.
Au lancement de la saison, le sponsor principal du maillot de l'US Dax est Calicéo, centre de remise en forme aquatique & beauté-massages, qui est déjà partenaire de l'US Dax depuis 1998, et dont le contrat en tant que partenaire principal est renouvelé en mai 2013. Le centre commercial Le Grand Mail de Saint-Paul-lès-Dax est imprimé sur la droite de la poitrine, en vis-à-vis du logo du club. Sur la manche gauche figure Francis Lavigne Développement, entreprise spécialisée dans les chaussures médicales et paramédicales, tandis que le groupe Thermes Adour, groupe thermal, est affiché dans le haut du dos et que le logotype de la ville de Dax occupe le devant de la jambe droite.
Avec le départ de la présidence de Gilbert Ponteins lors du précédent changement d'exercice, les parts de sponsoring du groupe Thermes Adour, maison-mère de Calicéo, et dont ce dernier est le chef d'entreprise, ont été revues à la baisse. Si le groupe thermal reste partenaire, il choisit de ne plus apparaître en tant que sponsor principal sur le maillot. Ainsi, à partir de la 11e journée, deux changements sont opérés sur la tunique rouge et blanche : le café-brasserie Le Lounge implanté à Dax remplace Calicéo en tant que sponsor principal, et Aquacéo, filiale de Calicéo implantée à Capbreton, remplace le groupe Thermes Adour. L'ensemble du maillot dacquois voit l'ajout d'un dernier partenaire à partir de la 20e journée, le conseil général des Landes apparaissant sur le devant de la jambe gauche.
Dans le cadre de la réception du voisin montois lors de la 15e journée, le club propose un « sponsoring participatif » et met à disposition le temps d'une rencontre un emplacement dans le bas du dos du maillot des joueurs. L'organisme choisi est tiré au sort parmi ceux ayant apporté une contribution de 200 euros au club ; l'agence de communication B&D Concept et sa gamme d'ouvrages « Guidez-moi » est ainsi désignée.

## Affluence et couverture médiatique

### Affluence au stade
58 092 entrées ayant été enregistrées pour les 15 rencontres de championnat de l'US Dax au stade Maurice-Boyau, l'affluence moyenne du club à domicile est de 3 873 spectateurs, soit un taux de remplissage de 24.0 %,,. Il s'agit de la onzième affluence du championnat, loin de celles du Stade rochelais (10 359 spectateurs de moyenne) et du Lyon OU (6 974).

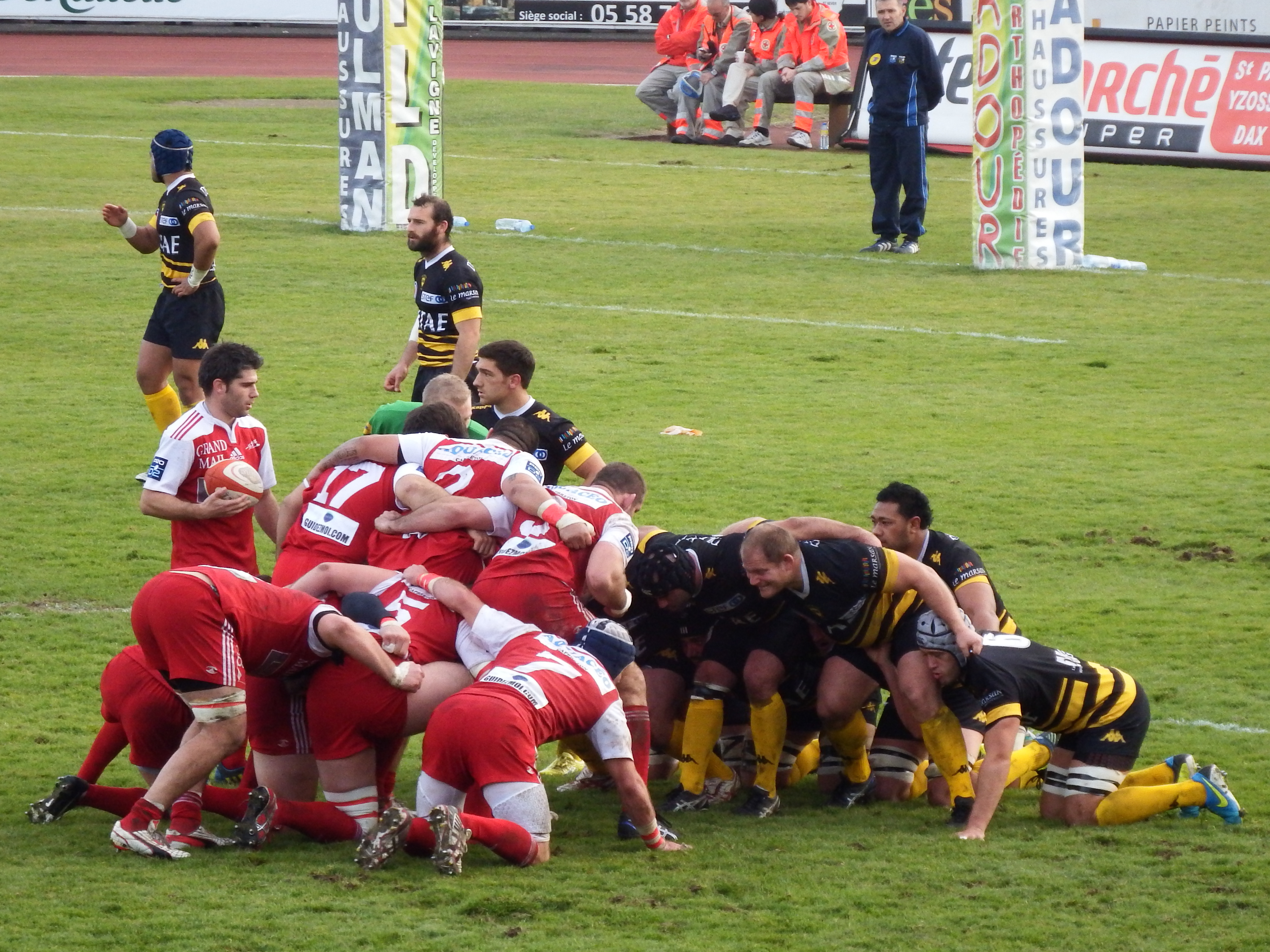
La plus grande affluence au stade Maurice-Boyau est enregistrée pour la venue du voisin montois.

Le record d'affluence de la saison à domicile est réalisé lors du derby landais contre le Stade montois, 7 978 spectateurs assistant à la rencontre, pour un taux de remplissage de 49.3 % de l'enceinte dacquoise aux 16 170 places officielles.
L'affluence est en hausse de 11.0 % en comparaison avec les 51 723 entrées comptabilisées la saison précédente.
À la fin de la saison 2013-2014, l'US Dax dénombre 2 228 abonnés, soit une baisse de 4 % par rapport à l'exercice précédent.
Affluence à domicile (stade Maurice-Boyau)

### Couverture médiatique et retransmissions télévisées

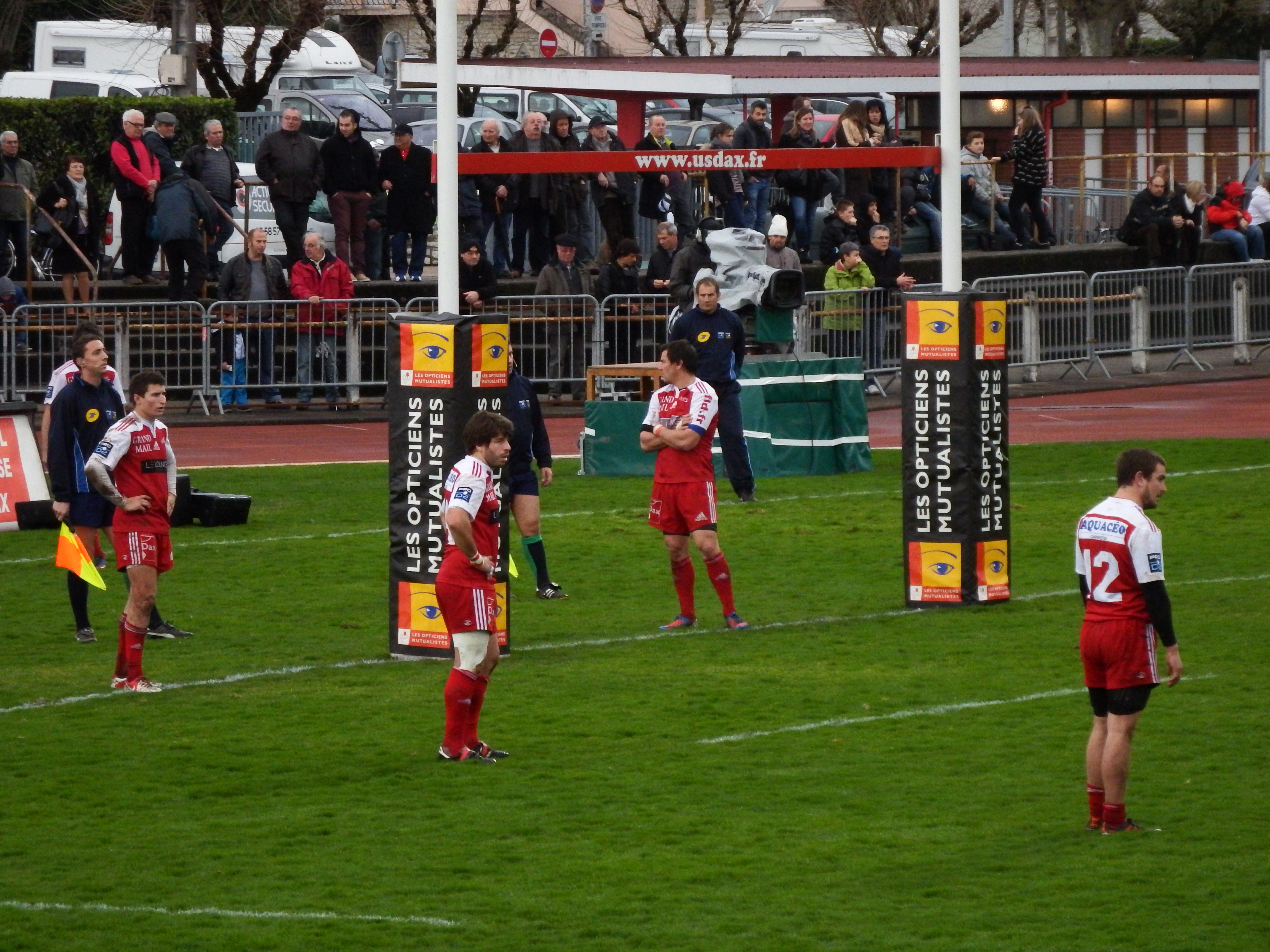
Caméra de Sport+ installée derrière l'en-but pour la retransmission de la rencontre entre l'US Dax et le Stade rochelais.

Le magazine La séance rugby s’immisce dans les vestiaires du stade Maurice-Boyau en marge de la réception du SU Agen, et fait découvrir les coulisses du match sous la direction du manager Richard Dourthe, sur les écrans de Canal+.
Le centre de formation dirigé par Jérôme Daret est mis en lumière par les caméras de France 3, lors du reportage « La grande mêlée » qui s'intéresse aux révolutions intervenant en marge de la professionnalisation de l'ovalie, diffusé le 28 mars dans le cadre de l’émission Enquêtes de Régions.
Quatre rencontres de la saison font l'objet d'une retransmission télévisée. Les deux rencontres contre le Stade rochelais sont diffusées, le match aller à La Rochelle dans le cadre de la 3e journée sur Eurosport, le retour à Dax pour la 18e journée sur Sport+. Cette dernière chaîne retransmet également les réceptions du SU Agen pour la 13e journée et celle de l'US bressane pendant la 20e journée.

## Extra-sportif

### Stade

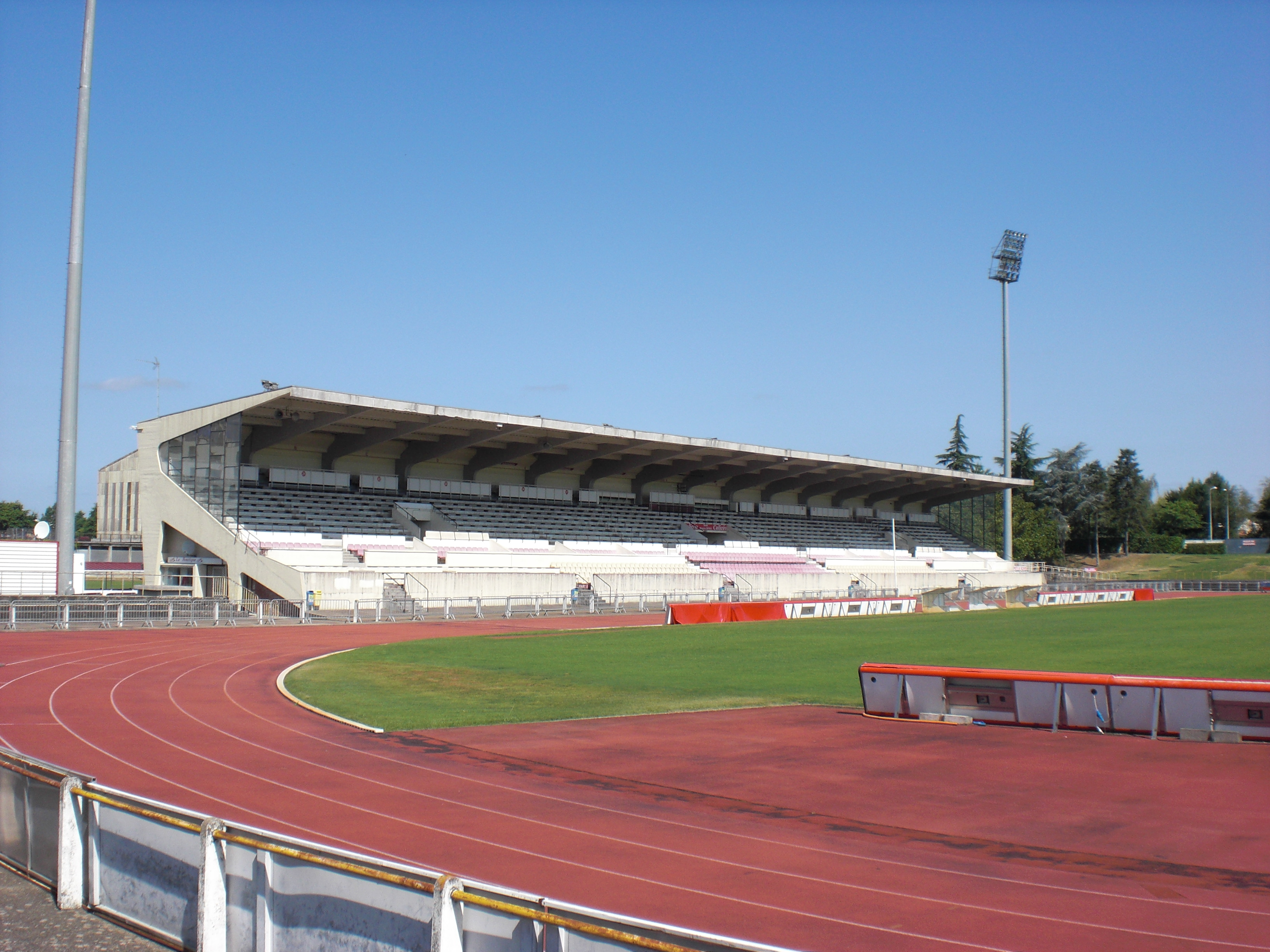
Le stade Maurice-Boyau, domicile de l'US Dax, date de 1958.

Le projet de rénovation du stade Maurice-Boyau, dont l'appel d'offre date de 2009 et le choix du concept est arrêté depuis le 30 septembre 2010 en faveur du regroupement du club de l'US Dax et de l'entrepreneur Vinci qui œuvre alors sous le nom de SAS Maurice-Boyau, prévoit en marge de la nouvelle enceinte sportive de 10 000 places assises la création d'un espace commercial de 15 740 m2, les travaux de la partie sportive étant indissociables du lancement de la partie commerciale, la seconde servant de garantie financière à la première. L'entrepreneur Redeim porte également le projet aux côtés de l'US Dax et de Vinci. Le projet est réorganisé en mai 2013 en deux postes distincts : la construction du stade, conservée à la charge de la SAS Maurice-Boyau représentée par les instances du club, et la partie commerciale, sous la direction des groupes Redeim et Vinci.
Malgré la validation du volet commercial par la Commission départementale d'aménagement commercial (CDAC) le 7 février 2013, puis par la Commission nationale d'aménagement commercial (CNAC) le 25 juin 2013 à la suite de trois recours,, un nouvel appel est déposé au mois de novembre auprès du conseil d'État par l'association nationale En toute franchise basée à Mont-de-Marsan et spécialisée dans la défense des commerçants indépendants et des artisans, déjà à l'origine de l'un des trois recours devant la CNAC. Ce nouveau référé retarde selon les estimations de Redeim le projet de deux ans, et pénalise par la même occasion la rénovation du stade.
Lors des élections municipales, le maire sortant Gabriel Bellocq qui sera réélu évoque « un plan B » œuvré par la ville de Dax permettant de réaliser la construction du nouveau stade indépendamment de la partie commerciale menée par Redeim, alors mise en suspens par le recours en conseil d'État.

### Supporteurs

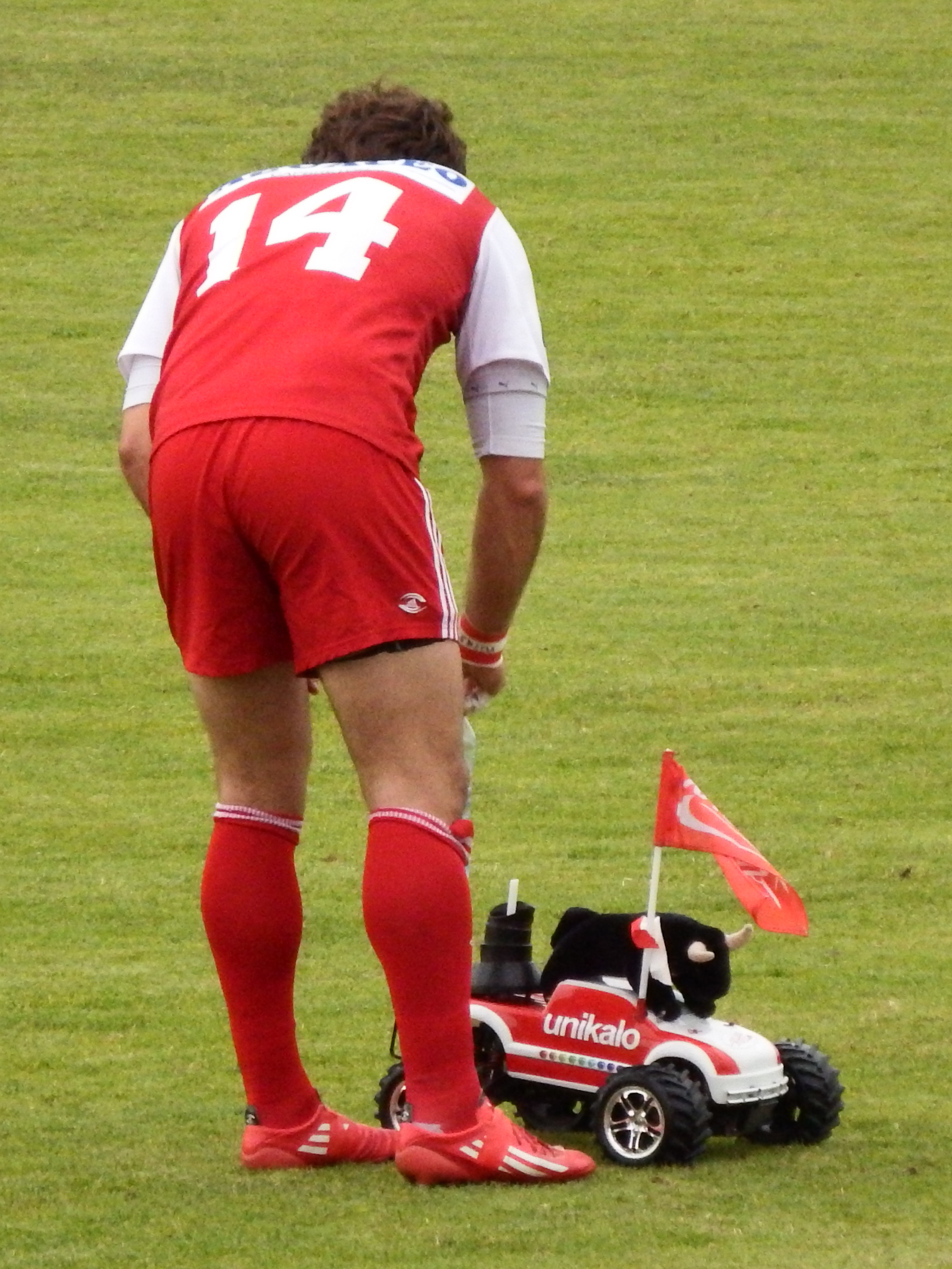
Torito au travail sur une tentative de pénalité du buteur Matthieu Bourret.

La SASP US Dax rugby Landes ouvre son capital à partir de l'intersaison 2013. L'association Les Acqs de Dax est ainsi créée pour la nouvelle saison : elle permet aux supporteurs de devenir actionnaire du club rouge et blanc (par l’achat d'action d'un montant unitaire de 15 euros, avec une participation minimale équivalent à trois actions) et de leur offrir en retour des invitations à des tertulias rugbystiques organisées en marge des confrontations sportives. Les instances de l’USD espèrent ainsi récolter des fonds supplémentaires, mais également ouvrir le club vers l'extérieur et effacer l'image jugée fermée par son public. Parmi les conférences offertes par l'association à ses adhérents, les supporteurs ont pu entre autres rencontrer d'anciens joueurs de Dax et de Mont-de-Marsan dans le cadre du derby landais, l'ancien entraîneur de l'US Dax de 2005 à 2007 et du XV de France Marc Lièvremont, ainsi qu'assister à une séance vidéo dirigée par le staff technique.

### Mascotte
Alors que l'ancienne mascotte, un lion en référence aux armoiries de la ville, est absente des terrains depuis le début des années 2000, un nouveau supporteur officiel foule la pelouse du stade Maurice-Boyau depuis l'été 2013 : Torito, peluche à l'effigie d'un taureau, « conduit » une voiture radiocommandée rouge et blanche et apporte le tee aux buteurs dacquois avant chaque tentative de pénalité.